# Sambas de Enredo 2020
Sambas de Enredo 2020 é um álbum com os sambas de enredo das escolas de samba do Grupo Especial do Rio de Janeiro para o carnaval do ano de 2020. Foi lançado em lojas físicas e plataformas digitais de streaming no dia 12 de dezembro de 2019. Foi distribuído pela Universal Music, com produção fonográfica da Editora Musical Escola de Samba (Edimusa) e selo musical da Gravadora Escola de Samba (Gravasamba). Produzido por Laíla e Mário Jorge Bruno, com direção artística de Zacarias Siqueira de Oliveira, e arranjos musicais de Alceu Maia, Jorge Cardoso, Rafael Prates e Alemão do Cavaco. O álbum foi inteiramente gravado no estúdio Cia. dos Técnicos, em Copacabana, no Rio, diferente dos álbuns anteriores da franquia que, desde Sambas de Enredo 2010, tinham uma parte gravada ao vivo na Cidade do Samba.
Campeã do carnaval de 2019, a Mangueira estampa a capa do álbum e é a faixa de abertura do disco com um samba sobre Jesus Cristo. Vice-campeã de 2019, a Viradouro estampa a contracapa e apresenta um samba sobre as Ganhadeiras de Itapuã. O samba da Vila Isabel conta uma lenda indígena em homenagem aos sessenta anos de Brasília; enquanto o da Portela aborda o mito Guajupiá dos índios tupinambás. A obra do Salgueiro homenageia o palhaço Benjamin de Oliveira, e a Mocidade celebra uma de suas ilustres torcedoras, a cantora Elza Soares. A canção da Unidos da Tijuca tem como temas arquitetura e urbanismo; e a Paraíso do Tuiuti relaciona o Rei Sebastião I de Portugal com São Sebastião. O samba da Grande Rio homenageia o babalorixá Joãozinho da Gomeia, morto em 1971; enquanto o da União da Ilha retrata os problemas sociais de moradores das favelas brasileiras. A rua é o tema do samba da Beija-Flor. "O Conto do Vigário", da São Clemente, aborda os golpes e trambiques na História do Brasil. Campeã da Série A (segunda divisão do carnaval) de 2019, a Estácio de Sá retornou ao Grupo Especial com um samba sobre pedras.
O álbum marcou a estreia de Jorge Aragão, Sandra de Sá e Marcelo Adnet como compositores de samba-enredo. Seguindo a tendência dos anos anteriores, as escolas apostaram em obras com críticas políticas e sociais. Os sambas de Mangueira, Portela e São Clemente fazem referências indiretas ao então presidente do Brasil, Jair Bolsonaro. A obra da Grande Rio aborda a discriminação contra as religiões afro-brasileiras. Os smbas de Mocidade e União da Ilha retratam problemas sociais; enquanto a Unidos da Tijuca aborda problemas ambientais e o direito à moradia. O Salgueiro trata da questão racial, contando a história do primeiro palhaço negro do Brasil. E a Viradouro exalta o empoderamento feminino. O álbum recebeu críticas favoráveis dos especialistas. As obras de Grande Rio, Mocidade e Portela foram as únicas a receberem nota máxima de todos os julgadores no Desfile das Escolas de Samba de 2020. O samba da Grande Rio foi o mais premiado do carnaval.

## Antecedentes

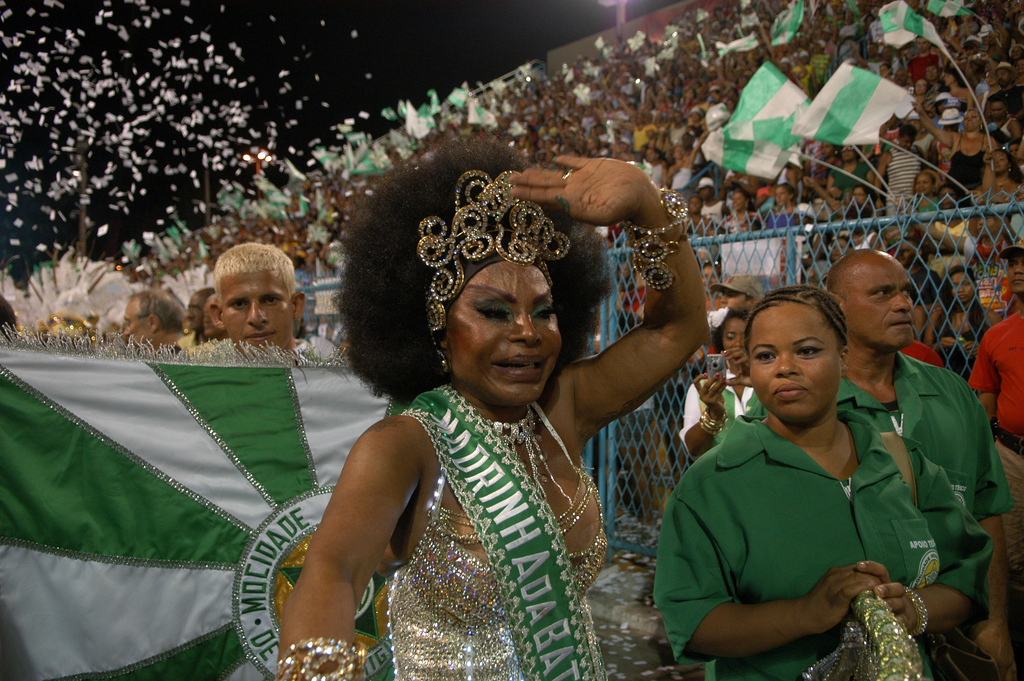
A cantora Elza Soares (ao centro) foi escolhida como tema do enredo da Mocidade Independente de Pe. Miguel.

O enredo da Mocidade Independente de Padre Miguel para o carnaval de 2020 foi escolhido antes dos desfiles de 2019. No dia 22 de fevereiro de 2019, o Jornal Extra noticiou que a escola decidiu homenagear a cantora Elza Soares, torcedora declarada da escola. No mesmo dia, Elza confirmou a informação. O enredo foi lançado oficialmente no dia 8 de junho de 2019, numa festa na quadra da escola, com a participação da cantora. Responsável pelos desfiles anteriores da agremiação, o carnavalesco Alexandre Louzada se desligou da escola, se transferindo para a Beija-Flor. Para desenvolver o enredo "Elza Deusa Soares", a Mocidade contratou o carnavalesco Jack Vasconcelos, que estava na Paraíso do Tuiuti. Com a transferência de Jack para a Mocidade, a Tuiuti contratou o carnavalesco João Vitor Araújo, que desenvolveu o enredo "O Santo e o Rei: Encantarias de Sebastião", sobre o Rei Sebastião I de Portugal e São Sebastião, santo padroeiro do Rio de Janeiro e da Paraíso do Tuiuti. O enredo foi divulgado no dia 5 de abril de 2019 durante a festa de aniversário da escola realizada na quadra da agremiação. A Tuiuti também contratou o intérprete Nino do Milênio para formar dupla com Celsinho Mody, reeditando a parceria do carnaval de 2018.
"O rei e o santo estão unidos por uma série de coincidências. Aqui no Brasil, o mito de Dom Sebastião é cultuado nos batuques e nas encantarias do Maranhão. A figura mística do rei também foi revivida em movimentos populares, especialmente no Nordeste. Mas acima de tudo, o rei e o santo nos guiam por esta eterna procura por uma terra encantada, sem males. A nossa mensagem, com este enredo, é que Sebastião, rei e santo em um só espírito, representa a busca do povo pelo seu próprio rumo. Por isso, invocamos aqui a força do nosso padroeiro para tirar todas as flechas do nosso caminho."
— João Vitor Araújo, carnavalesco da Paraíso do Tuiuti, sobre o enredo da agremiação.

Benjamin de Oliveira, tema do enredo do Salgueiro.

A São Clemente anunciou seu enredo no dia 21 de abril de 2019. Em seu terceiro ano na escola, o carnavalesco Jorge Silveira desenvolveu o enredo "O Conto do Vigário" sobre histórias e golpes em que o povo brasileiro foi enganado. A escola ainda contratou Grazzi Brasil para formar um trio de intérpretes com Bruno Ribas e Leozinho Nunes. No dia 5 de maio de 2019, o Salgueiro revelou seu enredo, sobre Benjamin de Oliveira, considerado o primeiro palhaço negro do Brasil. O artista, morto em 1954, completaria 150 anos em 2020. O enredo "O Rei Negro do Picadeiro" foi assinado pelo carnavalesco Alex de Souza em seu terceiro carnaval na escola.
"Essa escola tem uma tradição, desde 1960, de enaltecer a figura do negro do Brasil. A história que não é contada. Eu quero manter essa tradição. São 150 anos de um grande artista (Benjamin). Esse enredo é pro Benjamin e toda classe artística negra que luta por representatividade. É uma resposta a aqueles que querem acabar com a educação, a arte e a cultura no Brasil. Sorrir é resistir."
— Alex de Souza, carnavalesco do Salgueiro, sobre o enredo da escola.

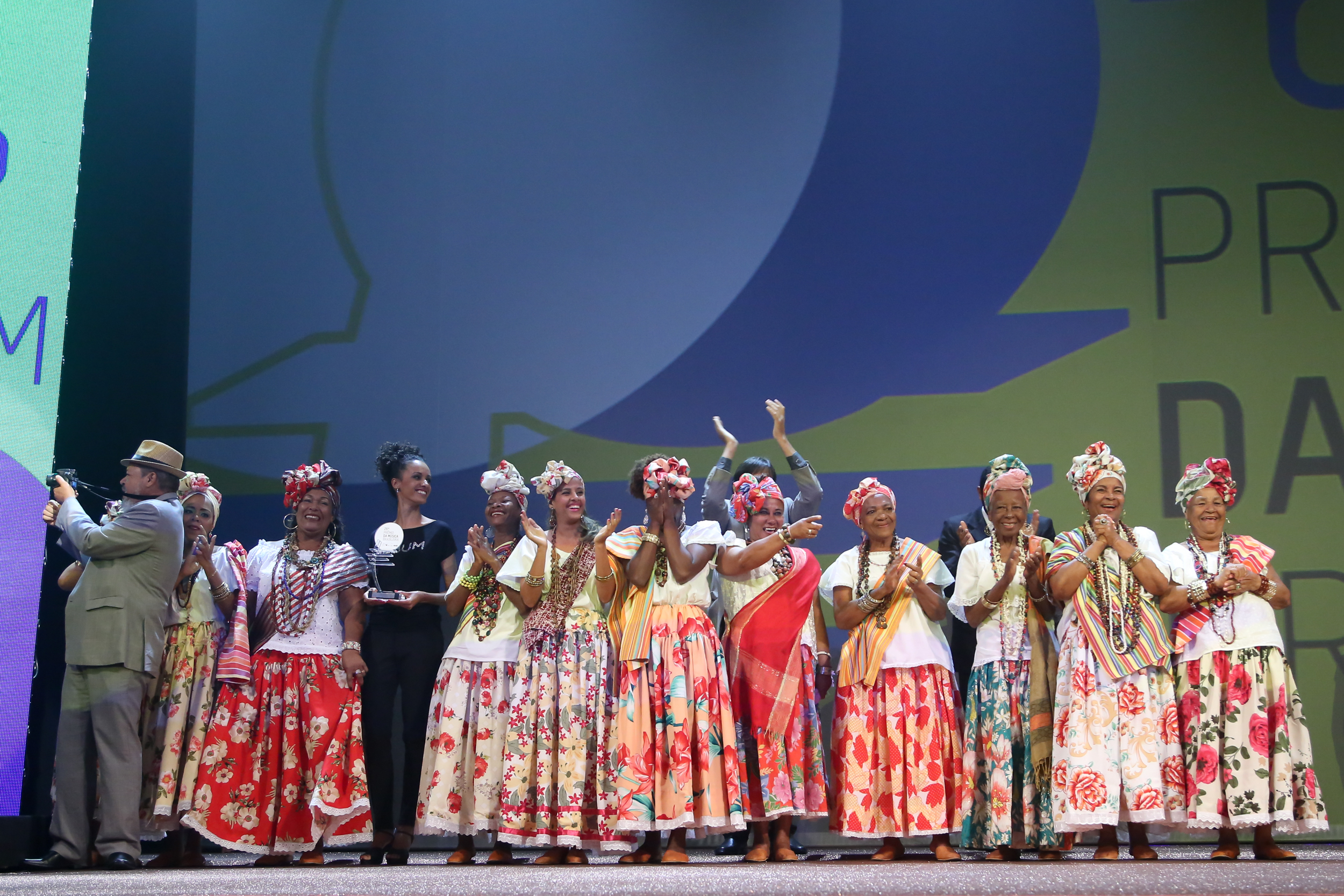
O grupo musical Ganhadeiras de Itapuã, tema do enredo da Viradouro no Prêmio da Música Brasileira 2015.

A Unidos de Vila Isabel anunciou seu enredo, em homenagem aos sessenta anos de Brasília, no dia 21 de maio de 2019, após um encontro entre a diretoria da escola e o governador do Distrito Federal, Ibaneis Rocha, no Palácio do Buriti. Ficou definido que o Governo ajudaria a agremiação na captação de recursos através da Lei Rouanet, enquanto a Vila promoveria ações sociais em prol das escolas de samba do Distrito Federal. O enredo "Gigante pela Própria Natureza: Jaçanã e Um Índio Chamado Brasil" foi assinado por Edson Pereira, em seu segundo ano na escola. Segundo o carnavalesco, o enredo é lúdico e mostra "um menino chamado Brasil, que cresce e se transforma, com todos os brasileiros, na capital da esperança". O lançamento oficial foi realizado no dia 13 de julho de 2019, numa festa na quadra da escola com a presença dos governadores Ibaneis Rocha e Wilson Witzel (do Rio de Janeiro). Vice-campeão do carnaval de 2019 com a Unidos do Viradouro, Paulo Barros foi contratado pela Gaviões da Fiel, de São Paulo. A ideia do carnavalesco era assumir as duas escolas. Ele ficaria na Viradouro de segunda a quinta e na Gaviões no final de semana. A Viradouro queria exclusividade e não aceitou "dividir" o carnavalesco com outra escola. Sem chegarem a um acordo, Paulo e Viradouro decidiram romper a parceria. Uma semana após a saída do carnavalesco, a Viradouro anunciou a contratação do casal Marcus Ferreira e Tarcisio Zanon. Pela primeira vez os dois assinariam um desfile juntos. No dia 2 de junho de 2019, a escola divulgou seu enredo, "Viradouro de Alma Lavada", sobre as Ganhadeiras de Itapuã.
"Viradouro de Alma Lavada é inspirado na obra musical das Ganhadeiras de Itapuã, que cantam a saga de mulheres que lutaram por sua alforria e a de seu povo. Cânticos de domínio público foram resgatados da memória afetiva das descendentes das primeiras lavadeiras de ganho da Lagoa do Abaeté. Apresentamos três propostas de enredos inéditos à presidência da escola. Sempre buscamos temas não explorados para o carnaval. O carnaval carioca necessita de ineditismo a nosso ver. A diretoria escolheu esse enredo por se aproximar do momento que a escola vive. De renovação e retomada ao Grupo Especial, se sente de alma lavada por reconstruir uma trajetória de sucesso."
— Marcus Ferreira, um dos carnavalescos da Viradouro, sobre a escolha do enredo.

Após obter o décimo primeiro lugar no carnaval de 2019, um dos piores resultados de sua história, a Beija-Flor decidiu terminar com sua comissão de carnaval. Carnavalesco da escola entre 2007 e 2011, Alexandre Louzada retornou à agremiação. Integrando a última formação da comissão, Cid Carvalho foi mantido como carnavalesco da escola junto à Louzada. No dia 10 de junho de 2019, a Beija-Flor divulgou seu enredo para o carnaval de 2020. "Se Essa Rua Fosse Minha" foi assinado por Alexandre Louzada e Cid Carvalho e teve como tema os caminhos percorridos pela Humanidade. Antes do anúncio oficial, a Beija-Flor cogitou outros enredos como Juazeiro do Norte, Goiás e Cora Coralina.

Joãozinho da Gomeia (ao centro), tema do enredo da Grande Rio.

A Grande Rio dispensou o casal de carnavalescos Renato Lage e Márcia Lage, responsáveis pelos dois carnavais anteriores da agremiação. A escola contratou Leonardo Bora e Gabriel Haddad, vice-campeões da Série A de 2019 com os Acadêmicos do Cubango. No dia 20 de junho de 2019, a Grande Rio divulgou seu enredo em homenagem ao pai de santo baiano Joãozinho da Gomeia, morto em 1971. "Tata Londirá - O Canto do Caboclo no Quilombo de Caxias" foi assinado por Gabriel Haddad, Leonardo Bora e Vinícius Natal.
"Joãozinho da Gomeia, como dito pela rainha Elizabeth II, foi o rei do candomblé. Quando da divulgação do enredo, a Grande Rio ficou em oitavo lugar nos trending topics do Brasil no Twitter. Isso nos dá muita vontade de realizar esse carnaval tão necessário, em tempos tão obscurantistas, de intolerância religiosa, homofobia e racismo estrutural. Essa primeira resposta revela um sentimento de pertencimento. É isso que entendemos como escola de samba, uma teia de relações comunitárias. Eram 26 anos de espera por uma temática afro-ameríndia na escola."
— Leonardo Bora, um dos carnavalescos da Grande Rio, sobre o enredo da escola.

Fora da Viradouro, Paulo Barros acertou seu retorno à Unidos da Tijuca, de onde saiu em 2014 após conquistar três títulos pela escola. Com a chegada de Paulo, a Tijuca extinguiu sua comissão de carnaval. No dia 16 de julho, a escola anunciou que o tema de seu próximo carnaval seria arquitetura e urbanismo. O enredo "Onde Moram os Sonhos" foi assinado por Paulo Barros, Hélcio Paim e Marcus Paulo. Campeã do carnaval de 2019, a Estação Primeira de Mangueira manteve o carnavalesco campeão, Leandro Vieira. A escola teve seu enredo divulgado no dia 17 de julho de 2019. "A Verdade Vos Fará Livre" foi assinado por Leandro e apresentou uma releitura crítica da vida de Jesus Cristo, fazendo analogias à sociedade contemporânea.
"Vamos falar sobre a figura política de Cristo e o que ela pregava: o amor irrestrito, que nos torna livres da intolerância e do preconceito. Essa é a verdade que liberta."
— Leandro Vieira, carnavalesco da Mangueira, sobre o enredo da escola.

A União da Ilha do Governador contratou os carnavalescos Laíla, Fran Sérgio e Cahê Rodrigues e criou uma comissão de carnaval. No dia 18 de julho de 2019, a escola apresentou seu enredo sobre o cotidiano das favelas e os problemas sociais enfrentados pelos brasileiros. "Nas Encruzilhadas da Vida, Entre Becos, Ruas e Vielas; A Sorte Está Lançada: Salve-se Quem Puder!" foi assinado pela comissão de carnaval da escola, formada por Laíla, Fran Sérgio, Cahê Rodrigues, Allan Barbosa, Anderson Netto, Felipe Costa e Larissa Pereira. A Portela não renovou o contrato com Rosa Magalhães, responsável pelos dois carnavais anteriores da escola. Para substituir a carnavalesca, a Portela contratou Renato e Márcia Lage. No dia 21 de julho de 2019, a escola divulgou seu enredo sobre o mito Guajupiá dos índios tupinambás, tribo que habitava a região do Rio de Janeiro antes da chegada dos portugueses. "Guajupiá, Terra sem Males" foi assinado por Renato Lage e Márcia Lage. Campeã da Série A (segunda divisão do carnaval) de 2019, sendo promovida ao Grupo Especial de 2020, a Estácio de Sá foi a última escola a definir seu enredo.  A escola manteve o carnavalesco Tarcisio Zanon, com o qual foi campeã do grupo de acesso. Com a saída de Rosa Magalhães da Portela, a Estácio contratou a carnavalesca para formar uma dupla com Tarcisio. Após receber o convite da Viradouro, Tarcisio se desligou da Estácio e Rosa seguiu sozinha no projeto. No dia 25 de julho de 2019 a Estácio anunciou seu enredo, sobre pedras.

## Escolha dos sambas
Impactadas pelo corte da subvenção pública promovido pelo então prefeito do Rio, Marcelo Crivella, e visando reduzir os custos das disputas para os compositores, algumas escolas promoveram mudanças em seus concursos. A Grande Rio encurtou sua disputa para quatro dias, sendo que, nos dois primeiros, foi proibida a presença de torcida. Durante todo o concurso, também foi proibida a participação de intérpretes de escolas do Grupo Especial. A contratação de torcida organizada e de intérpretes da elite do carnaval representava um alto custo para os compositores participantes do concurso. Na Grande Rio também foi permitido, no máximo, cinco compositores por obra inscrita, sendo aceitos compositores de outras escolas. Os sambas passaram por uma triagem inicial. As obras selecionadas para participar do concurso da escola foram gravadas pelo intérprete oficial da Grande Rio, Evandro Malandro. O Salgueiro encurtou sua disputa para cinco dias. Foi permitido o máximo de seis compositores por obra inscrita. Além do vencedor, a escola decidiu premiar o segundo e o terceiro lugar do concurso.
A Mangueira também modificou diversas regras em seu modelo de disputa. Foram proibidas torcidas dos sambas, assim como bandeiras, adereços, camisetas e outros acessórios que sirvam de divulgação das obras concorrentes. A gravação dos sambas foi padronizada, sendo realizada em um estúdio oferecido pela própria escola. Foram proibidos intérpretes de outras agremiações, tanto para gravar o samba, como para defendê-lo na disputa. Os integrantes do carro de som da Mangueira ficaram responsáveis por gravar as obras e interpretá-las durante as rodadas do concurso na quadra. As parcerias concorrentes também foram proibidas de gravar e divulgar clipes dos sambas na internet. Cada parceria recebeu trinta ingressos por noite de disputa, com horário certo para entrada dos convidados. O intuito da escola foi observar a aceitação do samba em quadra por parte da comunidade mangueirense e não da torcida paga pelos compositores. A mudança mais drástica no modelo de disputa foi adotada pela Unidos de Vila Isabel. A escola promoveu uma disputa interna e sigilosa. Sete compositores foram convidados para formar parcerias e participar do concurso. Os compositores gravaram suas obras em CD e repassaram para a escola, que realizou estudos internos para escolher o samba vencedor. Os sambas concorrentes e os compositores que participaram do concurso não foram revelados pela escola, exceto os vencedores.

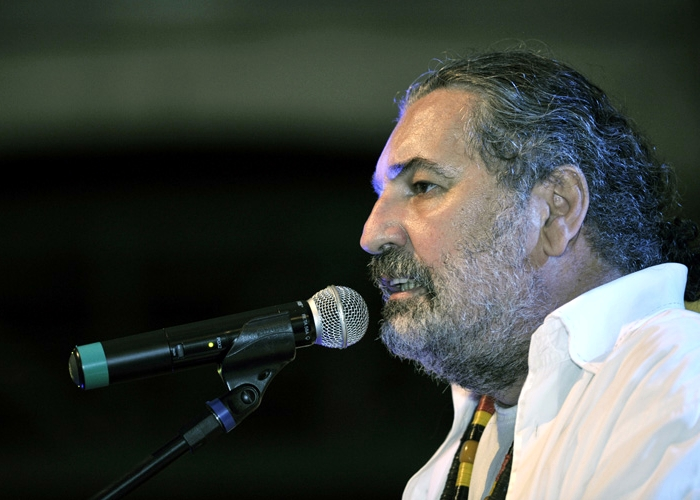
Moacyr Luz assina o samba da Paraíso do Tuiuti pelo terceiro ano.

Pelo terceiro ano consecutivo, a Paraíso do Tuiuti não realizou disputa, optando por encomendar sua obra aos compositores Moacyr Luz, Cláudio Russo, Aníbal, Píer, Júlio Alves e Alessandro Falcão. O samba foi divulgado em julho de 2019, mas a escola realizou um evento para apresentação oficial da obra no dia 2 de agosto de 2019. A Unidos da Tijuca também não realizou disputa, optando por encomendar seu samba aos compositores Jorge Aragão, Fadico, André Diniz, Totonho e Dudu Nobre. Foi a primeira vez que Jorge Aragão compôs um samba-enredo. A escola foi a última a apresentar seu samba-enredo. A agremiação realizou uma festa em sua quadra, no domingo, dia 13 de outubro de 2019, para apresentar seu samba-enredo.

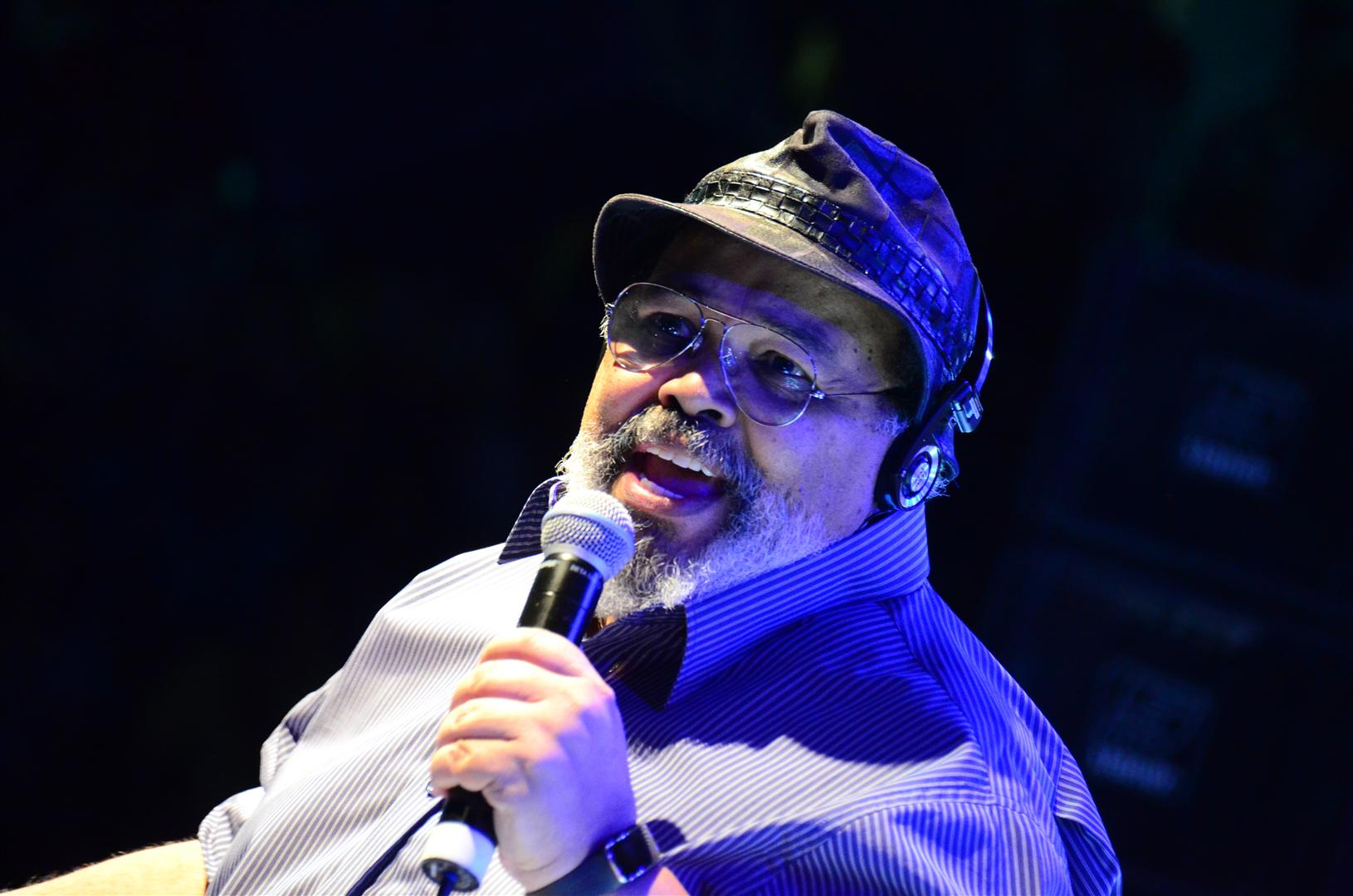
Jorge Aragão é um dos compositores do samba da Unidos da Tijuca.

"Compor para escola é outra praia, tem que respeitar o tema. Achei que a melodia podia ser solta, mas também existem regras. Tem até a defesa do samba-enredo: um documento que explica aos jurados o motivo de cada verso estar ali. Para testar se estava ficando bom, meus companheiros cantavam com as mãos pro alto, vibrando, como se estivessem na avenida. Foi tudo novidade para mim."
— Jorge Aragão, sobre sua primeira experiência de compor samba-enredo.

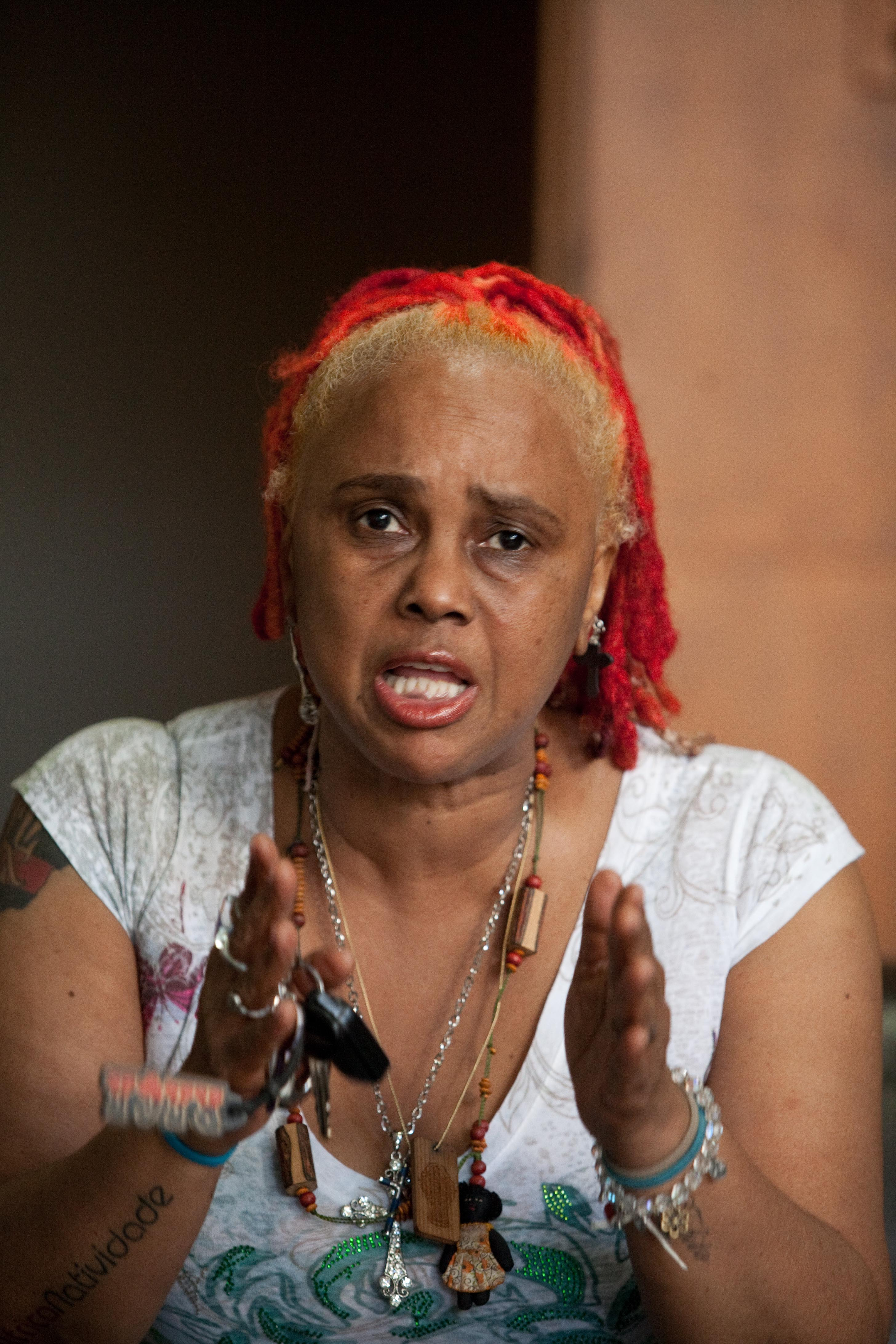
Sandra de Sá é uma das autoras do samba da Mocidade.

Das escolas que realizaram disputa, a Mocidade foi a primeira a definir seu samba para 2020. A final do concurso promovido pela escola foi realizada na madrugada do domingo, dia 15 de setembro de 2019. Das 23 obras inscritas no concurso da escola, quatro chegaram à final. Venceu o samba considerado favorito desde o início da disputa, em julho. Sandra de Sá, Igor Vianna, Dr. Márcio, Jefferson Oliveira, Professor Laranjo, Renan Diniz, Solano Santos e Telmo Augusto assinam a obra. Todos venceram pela primeira vez na escola. Também foi a primeira vez que Sandra de Sá compôs um samba-enredo.
"Era o samba que tinha que ganhar, sobretudo porque o coletivo da escola abraçou a proposta. O samba conta o enredo e também apaixonou as pessoas. Entre as parcerias finalistas, era a única que tinha uma mulher entre as compositoras com a Sandra de Sá. Uma proposta feminista em que o toque feminino esteve presente. Desde a primeira eliminatória esse samba caiu na graça das pessoas. Se não ganhasse a escola perderia um dos principais ativos do desfile."
— Fábio Fabato, autor da sinopse da Mocidade para o desfile de 2020.

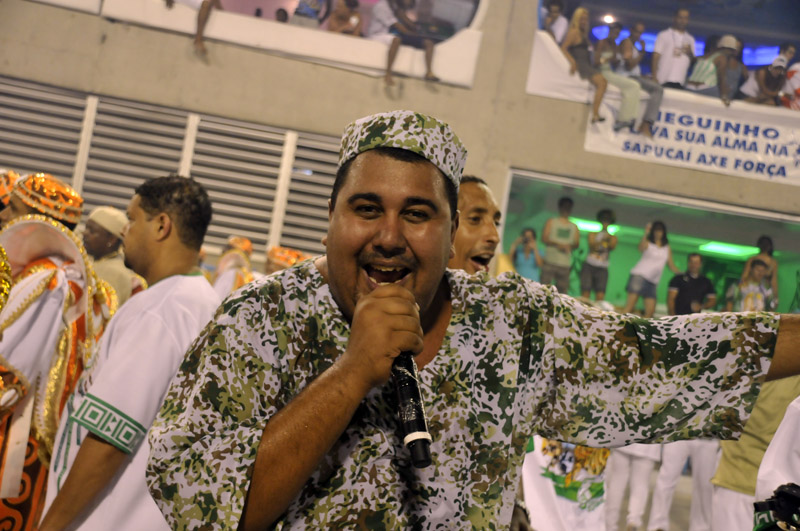
Diego Nicolau é um dos compositores do samba da Viradouro.

A Viradouro realizou a final da sua disputa na madrugada do domingo, dia 22 de setembro de 2019, em sua quadra, no Barreto. O evento foi aberto com um show do grupo Ganhadeiras de Itapuã, tema do enredo da escola. Três obras disputaram a final do concurso. Venceu o samba dos compositores Cláudio Russo, Paulo César Feital, Diego Nicolau, Júlio Alves, Dadinho, Rildo Seixas, Manolo, Anderson Lemos e Carlinhos Fionda. É o oitavo samba de Dadinho na Viradouro; o terceiro de Manolo; o segundo de Anderson, Feital e Nicolau; e o primeiro de Russo, Júlio, Rildo e Carlinhos. Na mesma noite, a Grande Rio realizou a final da sua disputa em sua quadra, em Duque de Caxias. Na ocasião, também foi comemorado o aniversário de 31 anos da escola, completados no mesmo dia. Cinco obras disputaram a final do concurso. Venceu o samba apontado pela imprensa e torcedores como o favorito, de autoria dos compositores Derê, Robson Moratelli, Rafael Ribeiro e Toni Vietnã. Derê assina o samba da Grande Rio pela oitava vez; Rafal assina pela quarta vez; Robson assina seu terceiro samba na escola; e Toni venceu sua segunda disputa na agremiação.

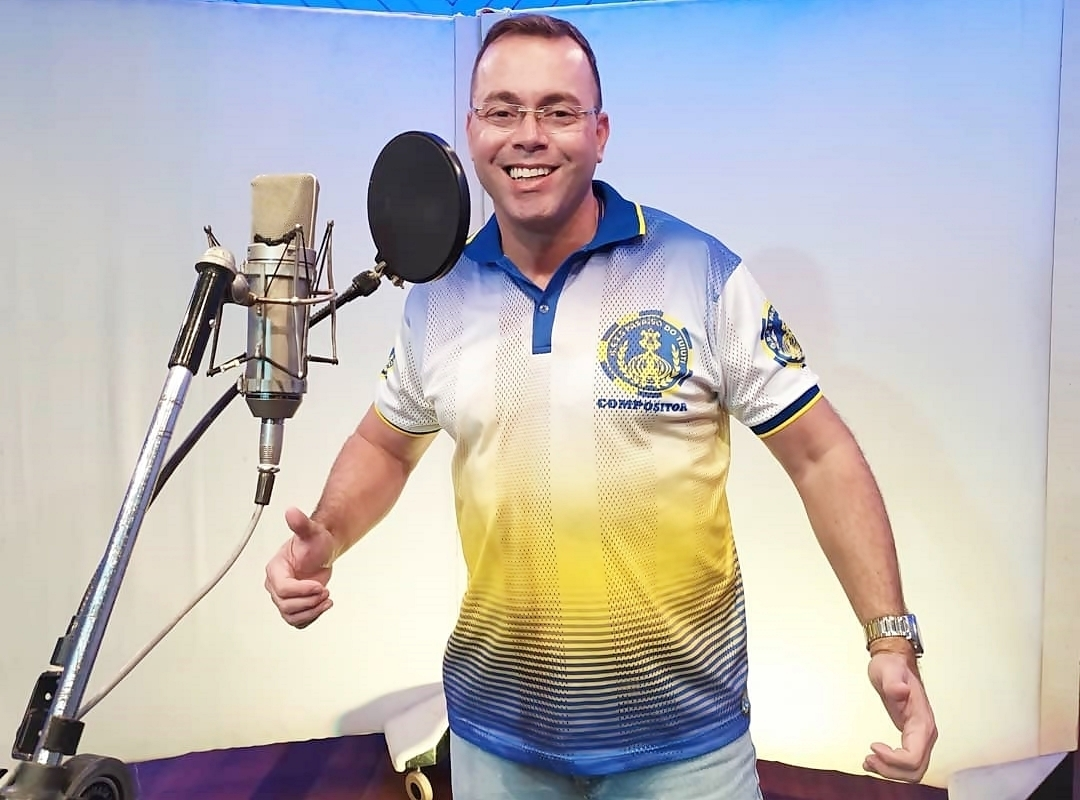
Cláudio Russo está entre os compositores dos sambas da Tuiuti, da Viradouro e da Vila Isabel.

"Parece que a ficha não caiu ainda. Estou há quatorze anos nessa escola e hoje emplaco meu quarto samba. Cada ano é mais emocionante que o outro. Esse ano foi um resgate que a escola fez, depois de 25 anos, vir com enredo afro, que desde 1994 não fazia. O resultado foi esse: sambas maravilhosos. Qualquer um poderia ganhar e, graças a Deus, aos meus orixás, nós fomos contemplados. A gente queria fazer um samba estilo Grande Rio anos 90 e conseguimos conquistar a galera por isso."
— Rafael Ribeiro, um dos autores do samba da Grande Rio.

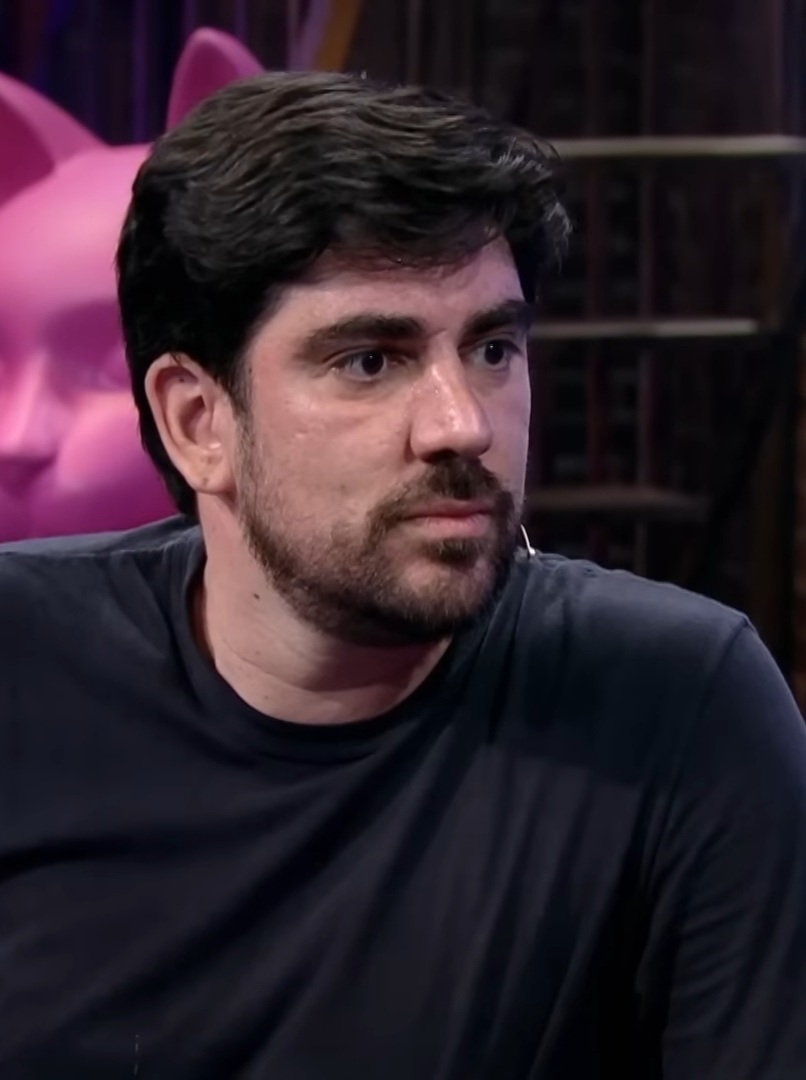
Marcelo Adnet é um dos compositores do samba da São Clemente, escola da qual é torcedor.

A Vila Isabel apresentou oficialmente seu samba em um evento realizado em sua quadra no dia 5 de outubro de 2019. O samba composto por Cláudio Russo, Chico Alves e Júlio Alves foi o vencedor da disputa interna da escola. Os três venceram na Vila pela primeira vez. Também foi a primeira vez que Chico Alves compôs um samba-enredo. A São Clemente realizou a final da sua disputa na madrugada do domingo, dia 6 de outubro de 2019. Três obras disputaram a final do concurso da escola. Venceu o samba dos compositores Marcelo Adnet, André Carvalho, Pedro Machado, Gustavo Albuquerque, Gabriel Machado, Camilo Jorge, Luiz Carlos França e Raphael Candeia. Com exceções de Gustavo e Camilo, autores do samba de 2017 da São Clemente, todos os demais venceram a disputa da escola pela primeira vez. Torcedor declarado da São Clemente, o comediante Marcelo Adnet compôs um samba-enredo pela primeira vez.
"Eu gosto de samba desde que eu era criança. Eu cantava de cor todos os sambas até quando eu tinha quinze anos de idade. Aqui na disputa, eu vim de coração aberto. Eu esperava que o nosso samba chegasse longe, mas talvez não na final. Olha, eu considero que o samba possui uma série de qualidades, sem falsa modéstia. Mas na minha opinião, a letra tem passagens muito interessantes, satíricas na medida correta. Eu acredito que viralizou justamente por falar de aspectos que tocam na realidade do nosso povo. Eu me dediquei com muita seriedade a esse projeto, embora, o samba e o enredo tenham muito humor."
— Marcelo Adnet, um dos autores do samba da São Clemente.

Na madrugada da sexta-feira, dia 11 de outubro de 2019, a Beija-Flor realizou a final da sua disputa de samba, em sua quadra, em Nilópolis. Das 23 obras inscritas no concurso da escola, três chegaram à final. Venceu o samba apontado como favorito por imprensa e torcedores, de autoria dos compositores Magal Clareou, Diogo Rosa, Julio Assis, Jean Costa, Dario Jr., Thiago Soares e Junior Fionda. Diogo Rosa assina o samba da Beija-Flor pela quinta vez; enquanto Julio assina seu quarto samba na escola. Vocalista do Grupo Clareou e torcedor declarado da Beija-Flor, Magal fez sua estreia como compositor de samba-enredo. O Salgueiro realizou sua final de disputa na madrugada do sábado, dia 12 de outubro de 2019. Dos 31 sambas inscritos no concurso, três chegaram à final. Venceu a obra dos compositores Marcelo Motta, Fred Camacho, Guinga do Salgueiro, Getúlio Coelho, Ricardo Neves e Francisco Aquino. Com a vitória, Marcelo Motta se tornou o segundo maior vencedor da história do Salgueiro, com oito conquistas (2007, 2008, 2012, 2013, 2016, 2017, 2019, 2020), ficando atrás apenas do compositor Bala, autor de onze sambas da escola. Os demais compositores da parceria campeã assinam o samba do Salgueiro pela quarta vez. Na mesma noite, a Portela realizou a final da sua disputa, em sua quadra, em Madureira. Três obras disputaram a final do concurso da escola. Venceu o samba dos compositores Valtinho Botafogo, Rogério Lobo, José Carlos, Zé Miranda, Beto Aquino, Pecê Ribeiro, D´Sousa e Araguaci. Com exceção de Pecê, todos os demais venceram pela segunda vez consecutiva na escola.
"Somos bicampeões, mas a emoção é e sempre será única. Já fui vice quatro vezes aqui também. O diferencial do nosso samba foi a poesia melódica, mas também por ser indígena o tempo todo, usando os termos e tendo uma crítica social que remete também ao capitães do mato e está atual devido ao nosso presidente (Bolsonaro) e ao nosso prefeito (Crivella) que não gosta de carnaval. Nosso samba esteve sempre dentro do enredo e isso foi fundamental."
— Valtinho Botafogo, um dos autores do samba da Portela.

A União da Ilha inovou ao não lançar uma sinopse do enredo para orientar os compositores, como as demais escolas fazem ao longo dos anos. Diretor da escola, Laíla decidiu liberar os compositores para criarem o samba com base no título do enredo. A escola realizou a final da sua disputa na madrugada do domingo, dia 13 de outubro de 2019, em sua quadra no Cacuia. Dos 24 sambas inscritos no concurso, quatro chegaram à final. Venceu a obra dos compositores Márcio André, Marcio André Filho, Daniel Katar, Júlio Alves, Marinho e Rafael Prates. Na mesma noite, a Estácio de Sá realizou a final da sua disputa. Três obras participaram da final. A escola surpreendeu ao anunciar que faria a junção de dois sambas concorrentes: a obra composta pela parceria liderada por Edson Marinho e a obra dos compositores Carioca e Guanabara. A letra oficial da junção não foi apresentada, e quem estava presente na quadra saiu sem ouvir o samba oficial. Dias depois, a escola anunciou que não faria mais a junção, elegendo vencedor o samba composto por Edson Marinho, Jorge Xavier, Júlio Alves, Jailton Russo, Ivan Ribeiro, Dudu Miller, Alexandre Moraes e Hugo Bruno.
A Mangueira também realizou a final da sua disputa na madrugada do domingo, dia 13 de outubro de 2019. Com as mudanças promovidas em seu concurso, a escola recebeu a expressiva inscrição de 68 obras. O número é duas vezes maior que a quantidade que a Mangueira e as outras escolas do Grupo Especial costumam receber em suas eliminatórias. Compositores de várias regiões do Brasil se inscreveram na disputa. Com a eliminação das parcerias que não entregaram a letra impressa, o áudio, nem pagaram a taxa de inscrição, a escola iniciou seu concurso com 32 sambas. Durante a disputa, a escola eliminou o samba da parceria de Deivid Domênico, Tomáz Miranda, Mama e Márcio Bola porque uma gravação alternativa da obra foi divulgada na internet, contrariando o regulamento do concurso. Os compositores estão entre os autores do premiado samba mangueirense de 2019, "História pra Ninar Gente Grande". Três sambas disputaram a final da escola. Venceu a obra do casal de compositores Manu da Cuíca e Luiz Carlos Máximo, também autores do samba mangueirense de 2019. Após a disputa, a direção da escola cortou dois versos da obra com o objetivo de facilitar o canto dos componentes no desfile.

## Gravação e produção

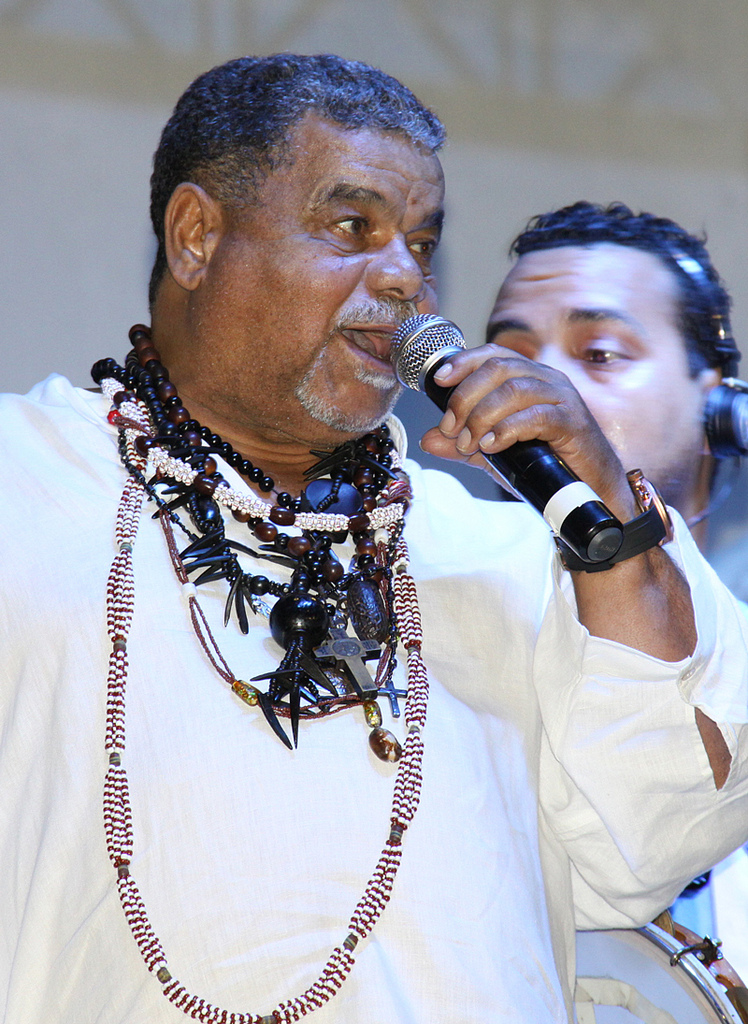
Laíla produziu o álbum de sambas pela última vez.

O álbum de 2020 foi gravado integralmente em estúdio. Desde o álbum de 2010, eram realizadas gravações de base de bateria e coro com a comunidade das escolas, ao vivo, na Cidade do Samba. As próprias escolas desejavam a mudança no modelo de produção, visto que as gravações na Cidade do Samba representavam um gasto para as agremiações, que precisavam investir em transporte e alimentação para seus componentes. Outra novidade na gravação foi a troca dos alusivos por uma rápida introdução no início das faixas. Assim como nos anos anteriores, cada escola e diretor de bateria escolheram como seria a primeira passada do samba.
"Optamos esse ano por não ter alusivos nas obras. Tem gente que gosta, é interessante no aspecto musical, mas as rádios não tocam por considerarem excessivamente longos. Vamos fazer uma pequena introdução para o grito de guerra dos cantores. Entrar com a bateria já na subida é uma decisão de cada mestre. Alguns optaram por uma passada mais ‘pagodinho’ e outros já quiseram o peso de ritmo logo de cara."
— Mário Jorge Bruno, produtor do álbum.

As gravações foram realizadas na Cia. dos Técnicos Studio, em Copacabana, e tiveram início na segunda metade de outubro de 2019, após as escolas realizarem suas finais de disputas de samba. Pela última vez, Zacarias Siqueira de Oliveira e Laíla participaram da produção de um álbum. Responsável pela direção de produção de 48 álbuns de samba-enredo, desde 1972, Zacarias faleceu em 17 de abril de 2021 em decorrência de problemas cardíacos. Atuando na produção dos álbuns de samba-enredo desde a década de 1980, Laíla faleceu em 18 de junho de 2021 por complicações da COVID-19. Como não foram realizados os desfiles no carnaval em 2021, por causa da pandemia de COVID-19, o álbum de 2020 foi o último de ambos.

## Lançamento
O álbum foi lançado nas plataformas de streaming no dia 12 de dezembro de 2019. O disco físico foi comercializado também a partir de dezembro. A Liga Independente das Escolas de Samba (LIESA) promoveu uma festa de lançamento do álbum para convidados, na noite da segunda-feira, dia 2 de dezembro de 2019, na quadra do Salgueiro. Acompanhadas pela bateria da campeã de 2019, Mangueira, cada escola apresentou sua obra com seus respectivos intérpretes, autores dos sambas, casais de mestre-sala e porta-bandeira, diretores e rainhas de bateria.

## Designvisual
Tradicionalmente, a capa do álbum e seu design visual remetem à escola campeã do carnaval anterior, enquanto a contracapa remete à vice-campeã. Na capa de Sambas de Enredo 2020 é utilizada uma imagem do fotógrafo Léo Queiróz com a visão frontal da primeira alegoria do desfile campeão de 2019 da Mangueira. Intitulado "Mais Invasão do que Descobrimento", a alegoria apresenta a escultura de um índio, com floresta e onças à sua volta, representando o que era o Brasil quando os desbravadores portugueses chegaram em 1500. Além do título do álbum, a capa contém a inscrição "Mangueira Campeã 2019", nas cores rosa e branco. Fabio Oliveira é o responsável pela arte. A contracapa do álbum monstra uma imagem, do fotógrafo Fábio Costa, com a visão superior do carro abre-alas da Viradouro de 2019, intitulado "Histórias e Mistérios sem Fim. A imagem contém a inscrição "Viradouro Vice-campeã 2019" e o nome das escolas que compõem o álbum, com letras nas cores da escola, vermelho e branco.

## Faixas
Tradicionalmente, a lista de faixas segue a ordem de classificação do carnaval anterior. A primeira faixa é da campeã de 2019, a Mangueira; a segunda é da vice-campeã, Viradouro; e assim por diante. A última faixa é da escola que ascendeu do grupo de acesso, a Estácio de Sá, campeã da Série A de 2019 e promovida ao Grupo Especial de 2020.
| N.º            | Título | Compositor(es) | Intérpretes e participações                | Duração |  |
| 1.             | "A Verdade Vos Fará Livre" (Estação Primeira de Mangueira)                                                                        | Manu da Cuíca, Luiz Carlos Máximo | Marquinho Art'Samba                        | 4:40    |  |
| 2.             | "Viradouro de Alma Lavada" (Unidos do Viradouro)                                                                                  | Cláudio Russo, Paulo César Feital, Diego Nicolau, Júlio Alves, Dadinho, Rildo Seixas, Manolo, Anderson Lopes, Carlinhos Fionda        | Zé Paulo Sierra (Part.: Maria de Xindó)    | 5:19    |  |
| 3.             | "Gigante Pela Própria Natureza: Jaçanã e Um Índio Chamado Brasil" (Unidos de Vila Isabel)                                         | Cláudio Russo, Chico Alves, Júlio Alves                                                                                               | Tinga                                      | 5:51    |  |
| 4.             | "Guajupiá, Terra Sem Males" (Portela)                                                                                             | Valtinho Botafogo, Rogério Lobo, José Carlos, Zé Miranda, Beto Aquino, Pecê Ribeiro, D'Sousa, Araguaci                                | Gilsinho                                   | 5:12    |  |
| 5.             | "O Rei Negro do Picadeiro" (Acadêmicos do Salgueiro)                                                                              | Marcelo Motta, Fred Camacho, Guinga do Salgueiro, Getúlio Coelho, Ricardo Neves, Francisco Aquino                                     | Emerson Dias, Quinho                       | 5:10    |  |
| 6.             | "Elza Deusa Soares" (Mocidade Independente de Padre Miguel)                                                                       | Sandra de Sá, Igor Vianna, Dr. Marcio, Solano Santos, Renan Diniz, Jefferson Oliveira, Professor Laranjo, Telmo Augusto               | Wander Pires                               | 4:54    |  |
| 7.             | "Onde Moram os Sonhos" (Unidos da Tijuca)                                                                                         | Dudu Nobre, Totonho, André Diniz, Fadico, Jorge Aragão                                                                                | Wantuir                                    | 5:43    |  |
| 8.             | "O Santo e o Rei: Encantarias de Sebastião" (Paraíso do Tuiuti)                                                                   | Moacyr Luz, Cláudio Russo, Aníbal, Píer, Júlio Alves, Alessandro Falcão                                                               | Celsinho Mody, Nino do Milênio             | 4:48    |  |
| 9.             | "Tata Londirá - O Canto do Caboclo no Quilombo de Caxias" (Acadêmicos do Grande Rio)                                              | Derê, Robson Moratelli, Rafael Ribeiro, Toni Vietnã                                                                                   | Evandro Malandro                           | 5:13    |  |
| 10.            | "Nas Encruzilhadas da Vida, Entre Becos, Ruas e Vielas, a Sorte Está Lançada: Salve-se Quem Puder!" (União da Ilha do Governador) | Márcio André, Márcio André Filho, Daniel Katar, Júlio Alves, Marinho, Rafael Prates                                                   | Ito Melodia                                | 5:06    |  |
| 11.            | "Se Essa Rua Fosse Minha" (Beija-Flor)                                                                                            | Magal Clareou, Diogo Rosa, Julio Assis, Jean Costa, Dário Jr., Thiago Soares, Junior Fionda                                           | Neguinho da Beija-Flor                     | 5:45    |  |
| 12.            | "O Conto do Vigário" (São Clemente)                                                                                               | Marcelo Adnet, André Carvalho, Pedro Machado, Gustavo Albuquerque, Gabriel Machado, Camilo Jorge, Luiz Carlos França, Raphael Candeia | Leozinho Nunes, Bruno Ribas, Grazzi Brasil | 6:16    |  |
| 13.            | "Pedra" (Estácio de Sá) | Edson Marinho, Jorge Xavier, Júlio Alves, Jailton Russo, Ivan Ribeiro, Dudu Miller, Alexandre Moraes, Hugo Bruno                      | Serginho do Porto                          | 4:53    |  |
| Duração total: | Duração total: | Duração total: | Duração total:                             | 1:09:23 |  |

## Conteúdo musical
- 1. "A Verdade Vos Fará Livre" (Mangueira)

A faixa de abertura do álbum é interpretada por Marquinho Art'samba. A obra teve arranjo de Alemão do Cavaco, compositor e diretor musical da escola. A bateria gravou a faixa com andamento de 144 bpm. A letra do samba está em primeira pessoa, como se o narrador fosse Jesus Cristo. Os primeiros versos da obra mesclam o nome da escola com o local onde Cristo passou a infância, Nazaré ("Eu sou a Estação Primeira de Nazaré"). O samba desmistifica a imagem europeia de Jesus, sinalizado que ele tem "rosto negro, sangue índio, corpo de mulher" e que pode ser um "moleque pelintra no Buraco Quente". Pelintra é o pobre maltrapilho e Buraco Quente é a região central do Morro da Mangueira. O trecho inicial busca aproximar Jesus das pessoas mais simples ("Meu nome é Jesus da Gente"). A seguir, o samba aponta a coragem de Jesus ("Nasci de peito aberto") e sua luta contra as injustiças ("De punho cerrado"). Também faz alusão aos seus pais, José e Maria, aproximando os dois ao cotidiano brasileiro ("Meu pai carpinteiro desempregado / Minha mãe é Maria das Dores Brasil"). No trecho seguinte, Cristo se compadece dos mais sofridos ("Enxugo o suor de quem desce e sobe ladeira") e diz que "se encontra" no amor incondicional ("Me encontro no amor que não encontra fronteira"), na luta dos oprimidos ("Procura por mim nas fileiras contra a opressão") e em gestos simples como "no olhar da porta-bandeira pro seu pavilhão". A parte seguinte convida o ouvinte à reflexão. Jesus lembra que sua imagem é amplamente difundida na sociedade, fazendo referência à cordões de crucifixo e ao Cristo Redentor do Morro do Corcovado ("Eu tô que tô dependurado em cordéis e corcovados"), mas questiona se o povo realmente entendeu sua mensagem, visto o aumento da violência e da desigualdade em todo o mundo e dos "falsos profetas" que usam sua religião para disseminar ódio e intolerância ("Mas será que todo o povo entendeu o meu recado? / Porque de novo cravejaram o meu corpo / Os profetas da intolerância / Sem saber que a esperança brilha mais na escuridão"). No trecho seguinte, Jesus deixa seu recado à favela usando uma gíria do vocabulário periférico ("Favela, pega a visão / Não tem futuro sem partilha nem messias de arma na mão / Favela, pega a visão / Eu faço fé na minha gente, que é semente do seu chão"). A melodia remete ao funk carioca dos anos 90. "Messias de arma na mão" simboliza um falso profeta que engana o povo e também uma indireta ao então presidente do Brasil, Jair Messias Bolsonaro, conhecido por fazer um gesto de arma com as mãos. Segundo o carnavalesco da escola, Leandro Vieira, "o samba tem esse diálogo com a cena contemporânea, com esses homens que dizem falar em nome de Cristo e agem de uma forma distante dos seus ensinamentos". No trecho seguinte, Cristo diz que ouve o desabafo da cidade em forma de samba ("Do céu deu pra ouvir / O desabafo sincopado da cidade") e que também se encontra na arte: nos tambores curtidos ao sol ("quarei tambor"), na transformação da dor em fantasia ("da cruz fiz esplendor"), e no carnaval ("e ressurgi no cordão da liberdade"). No refrão principal do samba, Jesus se coloca a favor da Mangueira, do samba e da cultura popular brasileira, alertando para os que querem difamar a escola, em alusão às críticas que o enredo recebeu ("Mangueira, samba, teu samba é uma reza pela força que ele tem / Mangueira, vão te inventar mil pecados, mas eu estou do seu lado e do lado do samba também"). Segundo Leandro Vieira, "o trecho dialoga com uma série de poetas da música popular brasileira porque Noel Rosa já tinha dito que o samba era uma reza; Vinícius de Moraes também; e a Mangueira volta a afirmar". Ainda segundo o carnavalesco, "o samba é em primeira pessoa e Jesus fala que se coloca a favor da Mangueira indo contra aos que dizem que o desfile das escolas de samba é um lugar de pecado, antirreligioso e demoníaco".
- 2. "Viradouro de Alma Lavada" (Viradouro)

A faixa da Viradouro tem como tema as Ganhadeiras de Itapuã. Integrante do grupo musical homenageado, Maria do Xindó faz uma rápida participação no início da faixa, cantando o trecho de maior sucesso da obra ("Ó, Mãe! Ensaboa, Mãe..."). A faixa teve arranjo do maestro Jorge Cardoso, diretor musical da escola. A primeira parte do samba aborda as escravas ganhadeiras, mulheres negras que comercializavam produtos com o aval de seus senhores (proprietários escravocratas). Parte do que ganhavam com a venda era dado aos senhores, a outra parte ficava com as escravas que, com o acumulado do valor, conseguiam a compra de suas alforrias e de seus camarás (familiares/irmãos de alma). Os primeiros versos do samba aludem à tarefa de levar a gamela para o pescador depositar o peixe ("Levanta, preta, que o sol tá na janela / Leva a gamela pro xaréu do pescador / A alforria se conquista com o ganho / E o balaio é do tamanho do suor do seu amor"). O trecho seguinte "Mainha, esses velhos areais / Onde nossas ancestrais acordavam as manhãs pra luta" denota que as ganhadeiras acordavam para trabalhar antes do amanhecer, ou seja, elas "acordavam as manhãs". "Sentem cheiro de angelim" faz referência ao aroma da árvore que dava sombra às mulheres durante o trabalho. Muitas das ganhadeiras vendiam quitutes ("E a doçura do quindim / Da bica de Itapuã"). Bica de Itapuã era um dos locais de maior concentração das ganhadeiras, onde elas preparavam o ganho. O refrão central do samba começa fazendo referência à expansão da atividade de ganho pela cidade de Salvador. Com as ganhadeiras conseguindo suas alforrias, seus filhos nasciam livres ("Camará ganhou a cidade / O erê herdou liberdade"). Após o dia de trabalho, as mulheres se reuniam na Baixa do Dendê, onde cantavam e dançavam e convidavam seus fregueses para participar da festa ("Canto das Marias, baixa do dendê / Chama a freguesia pro batuquejê"). A segunda parte do samba homenageia o grupo musical, fundado em 2004. "São elas, dos anjos e das marés" simboliza a religiosidade e as águas que cercam o bairro baiano de Itapuã. "Anjos" também faz referência ao sobrenome de uma das matriarcas do conjunto musical, Maria da Paixão dos Santos Anjos, a Maria de Xindó, que participa do início da faixa. O verso seguinte faz alusão às joias de prata produzidas pelas escravas. Sua utilização pelas ganhadeiras invoca a sorte e afasta o mau olhado ("Crioulas do balangandã, ô iaiá"). O termo Samba de Mar Aberto foi criado pelo diretor musical das Ganhadeiras, Amadeu Alves, para denominar o jeito de tocar e cantar o samba do litoral de Itapuã. O termo expressa a diversidade musical das Ganhadeiras. Sambas, cirandas nordestinas, afoxés, marchinhas, entre outros ritmos semelhantes compõem o repertório do grupo ("Ciranda de roda, na beira do mar"). "Ganhadeira que benze, vai pro terreiro sambar" expressa a religiosidade das mulheres do grupo. "Nas escadas da fé: É a voz da mulher!" faz referência à participação das Ganhadeiras na festa da lavagem da escadaria da Igreja de Itapuã. O trecho seguinte saúda Xangô, orixá padroeiro da Viradouro, mais uma vez evocando o lado religioso das Ganhadeiras que, juntas, formam uma falange ("Xangô ilumina a caminhada / A falange está formada, um coral cheio de amor / Kaô, o axé vem da Bahia / Nessa negra cantoria que Maria ensinou"). No refrão seguinte, a melodia remete aos antigos sambas de roda da Bahia, enquanto a letra alude ao trabalho das escravas de lavar a roupas de seus senhores ("Ó, Mãe! Ensaboa, Mãe! / Ensaboa, pra depois quarar"). O refrão principal do samba começa com uma saudação à Oxum, padroeira das Ganhadeiras. Também cita o ouro e o dourado, ligados à orixá; além da Lagoa do Abaeté, onde as ganhadeiras cantavam enquanto lavavam a roupa (Ora yê ô Oxum! Seu dourado tem axé / Faz o seu quilombo no Abaeté / Quem lava a alma dessa gente veste ouro / É Viradouro! É Viradouro!").
- 3. "Gigante Pela Própria Natureza: Jaçanã e Um Índio Chamado Brasil" (Vila Isabel)

A faixa da Vila Isabel tem arranjo de Rafael Prates, diretor musical da escola. Seguindo a proposta do enredo, o samba narra uma lenda na qual Brasil, uma criança indígena, sonha e encontra, no mundo onírico, Jaçanã, uma ave que profetiza para o menino o nascimento da sua irmã, Brasília. A letra do samba está em primeira pessoa, como se o narrador fosse o próprio Brasil. A obra começa com o narrador se apresentando. Sua figura é construída como uma síntese dos povos brasileiros ("Sou eu! Índio filho da mata / Dono do ouro e da prata que a terra-mãe produziu / Sou eu! Mais um Silva pau de arara / Sou barro marajoara / Me chamo Brasil"). Segundo um dos compositores do samba, Cláudio Russo, "o sobrenome Silva é fortíssimo. Talvez seja o sobrenome de maior incidência das famílias de todo o Brasil, do Norte ao Sul. O pau de arara remete aos retirantes que saem da sua região para tentar a sorte em outros lugares, e isso aconteceu muito em Brasília. Gente chegando de todo lugar, principalmente do Nordeste. E quando falamos do barro marajoara destacamos a cultura e a força do Norte". No trecho seguinte, Brasil chama a atenção de seu povo, sintetizado por uma cunhatã (menina na linguagem indígena), para que ouçam a profecia de Jaçanã ("Aquele que desperta a cunhatã / Para ouvir Jaçanã sussurrar ao destino"). Jaçanã leva Brasil para conhecer a cultura, o povo e a luta de quem formou o país e construiu Brasília. No refrão seguinte, são apresentadas diferentes formas de se referir ao personagem Brasil. A menção ao vento minuano, expõe que a viagem de Jaçanã e Brasil chegou à região sul brasileira, de onde o vento é característico ("O curumim, o piá e o mano / Que o vento minuano também chama de menino"). A seguir, a viagem segue do Rio Tapajós ao Rio São Francisco ("Do Tapajós desemboquei no Velho Chico"); passa por Minas Gerais, terra de Chica da Silva e do Ciclo do Ouro ("Da negra Chica, solo rico das Gerais"); até chegar ao Rio de Janeiro ("E desaguei, em fevereiro, no meu Rio de Janeiro, terra de mil carnavais"). O segundo refrão do samba começa fazendo alusão à luta e à religiosidade do povo preto, simbolizado na figura de um Preto-velho ("Ô, viola / A sina de preto velho / É luta de quilombola, é pranto, é caridade"). Também referencia os candangos, termo dado aos brasileiros que deixaram sua cidade natal para trabalhar na construção de Brasília ("Ô, fandango! / Candango não perde a fé / Carrega filho e mulher para erguer nova cidade"). O trecho seguinte faz referência à seca do Nordeste, que fez com que muitos nordestinos migrassem para o Centro-Oeste. Os compositores tratam esse processo migratório de forma poética como uma romaria rumo à Brasília ("Quando a cacimba esvazia, seca a água da moringa / Sertanejo em romaria é mais forte que mandinga"). A seguir, o samba aborda a realização da profecia de Jaçanã. Brasília é construída no cerrado brasileiro, durante o governo de Juscelino Kubitschek, a quem o samba se refere como "cacique inspirado". O trecho também cita Nossa Senhora de Aparecida, padroeira da cidade e do Brasil ("Assim nasceu a flor do cerrado / Quando um cacique inspirado olhou pro futuro e mandou construir / Brasília, joia rara prometida / Que Nossa Senhora de Aparecida estenda o seu manto pro povo seguir"). O refrão central do samba exalta a escola de samba, citando o chão do Boulevard 28 de Setembro de Vila Isabel. Também alude ao céu de Brasília e faz um jogo de palavras com "paira no ar", lembrando a sonoridade do nome do Lago Paranoá ("Sou da Vila, não tem jeito / Fazer samba é meu papel / Fiz do chão do Boulevard meu céu / Paira no ar o azul da beleza / Gigante pela própria natureza").
- 4. "Guajupiá, Terra Sem Males" (Portela)

A faixa da Portela foi gravada com andamento de 142 bpm. Interpretada por Gilsinho, a obra retrata o mito Guajupiá, uma "terra sem males", fazendo analogia à região do Rio de Janeiro quando habitada pelos índios tupinambás, antes da chegada dos portugueses. A letra do samba está em primeira pessoa, como se fosse narrado por um espírito indígena ancestral. Os primeiros versos da obra abordam o mito da origem de Guajupiá, quando Deus Monã causou um dilúvio para acabar com a maldade humana ("Clamei aos céus / A chama da maldade apagou / E num dilúvio a Terra ele banhou / Lavando as mazelas com perdão"). Monã fez arder com fogo todos os homens considerados impuros. Irim-Magé foi o único homem considerado digno, recebendo a tarefa de repovoar o mundo. Um novo mundo é criado por Monã e povoado pelos filhos de Irim-Magé e sua esposa ("Fim da escuridão / Já não existe a ira de Monã / No ventre há vida, novo amanhã / Irim Magé já pode ser feliz"). Entre os muitos descendentes de Irim-Magé está Mairamuãna, que se tornaria um profeta, com poderes transformadores compatíveis aos de um deus ("Transforma a dor na alegria de poder mudar o mundo / Mairamuãna tem a chave do futuro pra nossa tribo lutar e cantar"). Segundo a carnavalesca Márcia Lage, Mairamuãna "instaurou as práticas sagradas, determinou as regras da organização social das tribos e a forma de distribuir o governo entre eles, além de impor severas penalidades para aqueles que não cumprissem as regras sociais". O refrão central do samba trata dos índios tupinambás que habitavam o entorno da Baía de Guanabara, no Rio de Janeiro. Os índios viviam em harmonia com o meio ambiente e entre seus hábitos diários, produziam itens essenciais como arcos e flechas. O refrão começa com um brado indígena e uma saudação à Oxóssi, orixá ligado à caça e às florestas, e também padroeiro do Rio e da bateria da Portela ("Auê, auê, a voz da mata, okê okê arô / Se Guanabara é resistência / O índio é arco, é flecha, é essência"). A segunda parte do samba remonta aos kariokás. O significado do topônimo é controverso mas, no samba, remete aos habitantes das aldeias tupinambás que margeavam o Rio Carioca. Os eventos tupinambás tinham cunho ritualístico. Nas festas e demais cerimônias, bebia-se o cauim ("Ao proteger karióka / Reúno a maloca na beira da rede / Cauim pra festejar... purificar"). A seguir, o samba cita as armas de guerra dos indígenas ("Borduna, tacape e ajaré") apontando que "índio pede paz, mas é de guerra". O trecho "Nossa aldeia é sem partido ou facção / Não tem bispo, nem se curva a capitão" aponta que os nativos desconheciam governos e hierarquias externas ao seu ambiente. Também remete à catequização dos indígenas pelos jesuítas e à perseguição e genocídio indígena por parte dos capitães do mato. O trecho também é uma mensagem indireta ao então prefeito do Rio de Janeiro, Marcelo Crivella (bispo da Igreja Universal do Reino de Deus) e ao então presidente do Brasil, Jair Bolsonaro (capitão reformado do Exército Brasileiro). Com os castigos de Monã e a recriação do mundo, os Tupinambás aprenderam a respeitar a natureza e a conviver em paz ("Quando a vida nos ensina, não devemos mais errar / Com a ira de Monã, aprendi a respeitar a natureza, o bem viver / Pro imenso azul do céu nunca mais escurecer"). O refrão principal do samba exalta o índio e a Portela; faz referência à música "Portela na Avenida", de Paulo César Pinheiro e Mauro Duarte; e cita o bairro da escola, Madureira, tratado como o Guajupiá dos portelenses ("Índio é Tupinambá / Índio tem alma guerreira / Hoje o meu Guajupiá é Madureira / Voa águia na floresta / Salve o samba, salve ela / Índio é dono desse chão / Índio é filho da Portela"). Para Valtinho Botafogo, um dos compositores do samba, "o portelense é apaixonado por sua escola, por seu lugar e faz de Madureira um Guajupiá, sua terra sem males. O índio se torna mais um filho da águia, um filho apaixonado da Portela, que é o Guajupiá do samba e traz o índio como protagonista de uma história de sabedoria, lições, aprendizados, amor, paz e pureza".
- 5. "O Rei Negro do Picadeiro" (Salgueiro)

A faixa do Salgueiro foi gravada com andamento de 143 bpm. Cantada por Emerson Dias e Quinho, a obra retrata a vida de Benjamin de Oliveira por meio de palavras e expressões ligadas ao cotidiano circense. A letra do samba está em primeira pessoa como se o narrador fosse o próprio Benjamin. O samba começa fazendo referência à infância pobre de Benjamin e seu sonho de ser artista ("Na corda bamba da vida me criei / Mas qual o negro não sonhou com liberdade?"). Sem recursos, Benjamin fugiu de casa, indo em busca de seu sonho ("Tantas vezes perdido, me encontrei / Do meu trapézio saltei num voo pra felicidade"). O trecho seguinte aponta o início do trabalho de Benjamin com o circo e também faz referência ao apelido "Moleque Beijo", que ganhou de seu pai ("Quando num breque, mambembe moleque, beijo o picadeiro da ilusão"). A seguir, o samba faz alusão à vida nômade de Benjamin, que se junta a um grupo de ciganos ("Um novo norte, lançado à sorte / Na companhia do luar / Feito sambista / Alma de artista que vai onde o povo está"). No refrão central do samba, o narrador deixa como lição o amor pela arte e a missão de fazer o público sorrir, mesmo que o artista esteja em um momento de tristeza ("E vou estar com o peito repleto de amor / Eis a lição desse nobre palhaço / Quando cair, no talento, saber levantar / Fazer sorrir quando a tinta insiste em manchar"). A segunda parte do samba começa com uma imagem poética de quando o palhaço tira a tinta branca do rosto e percebe ser um cidadão comum, enfrentando as dificuldades da vida como tantas outras pessoas ("O rosto retinto exposto reflete no espelho / Na cara da gente um nariz vermelho / Num circo sem lona, sem rumo, sem par"). Segundo Fred Camacho, um dos compositores do samba, ao tirar a maquiagem do rosto, o artista "vê que é mais um palhaço nesse circo sem lona. Ele é mais um brasileiro que está em meio a turbulências, vindas de todos os lados". A seguir, o samba alude ao sucesso do palhaço Benjamin e sua incursão pelo circo-teatro. Também exalta à classe artística, incluindo os que se apresentam em sinais de trânsito, uma alusão à música "Malabaristas do Sinal Vermelho", de João Bosco ("Mas se todo show tem que continuar... Bravo! / Bravo! Há esperança entre sinais e trampolins / E a certeza que milhões de Benjamins / Estão no palco sob as luzes da ribalta"). No trecho seguinte, Benjamin usa sua trajetória para incentivar outros artistas negros ("Salta, menino! / A luta me fez majestade / Na pele, o tom da coragem") e declarar que sorrir é um ato de resistência ("Pro que está por vir, sorrir é resistir!"). O refrão principal do samba lembra que o Salgueiro é reconhecido por seus carnavais de exaltação à cultura negra ("Olha nós aí de novo pra sambar no picadeiro / Arma o circo, chama o povo, Salgueiro! / Aqui o negro não sai de cartaz / Se entregar, jamais!").
- 6. "Elza Deusa Soares" (Mocidade)

O samba da Mocidade homenageia Elza Soares. Interpretada por Wander Pires, a faixa foi gravada pela bateria com andamento de 140 bpm. A letra do samba começa fazendo referência à infância de Elza no bairro de Água Santa, no Rio. Quando jovem, a cantora enfrentou dificuldades como a fome, a violência doméstica, e a perda dos filhos e da mãe. Os primeiros versos também fazem alusão à música "Lata D'Água na Cabeça", de Candeias Junior, sucesso na voz de Elza ("La vai, menina... Lata d’água na cabeça / Vencer a dor que esse mundo é todo seu / Onde a Água Santa foi saliva / Pra curar toda ferida que a história escreveu"). O trecho também remete a um episódio da infância da cantora em que uma vaca brava, que aterrorizava o bairro de Água Santa, lambeu seu rosto. Momento considerado por Elza como um batismo, uma bênção. A seguir, o samba exalta a luta de Elza contra o preconceito e opressão. Também alude à canção "Volta por Cima" de Paulo Vanzolini, outro sucesso na voz de Elza ("É sua voz que amordaça a opressão e embala o irmão / Para a preta não chorar, para a preta não chorar"). Os versos seguintes fazem referência à estreia de Elza como cantora no programa Calouros em Desfile, apresentado por Ary Barroso, autor da música "Aquarela do Brasil" ("Se a vida é uma aquarela, vi em ti a cor mais bela pelos palcos a brilhar"). O refrão central do samba também faz alusão à apresentação da cantora no programa de Ary. Trajando um vestido largo, de sua mãe, repleto de alfinetes para ajustar as sobras de pano, Elza interpretou a música "Lama", de Ailce Chaves e Paulo Marques ("É hora de acender no peito a inspiração / Sei que é preciso lutar com as armas de uma canção / A gente tem que acordar / Da lama nasce o amor / Quebrar as agulhas que vestem a dor"). Durante o programa, Ary perguntou à cantora de qual planeta ela veio. Elza respondeu que veio do "planeta fome". Para os compositores do samba, a cantora "aprendeu, desde cedo, a se desvencilhar das 'alfinetadas' e 'agulhadas' que 'vestem' a dor e o preconceito". A segunda parte do samba começa fazendo referência à luta de tantos brasileiros contra a fome, também em alusão ao episódio envolvendo Ary Barroso. "Planeta Fome" também é o título do álbum lançado por Elza em 2019 ("Brasil, enfrenta o mal que te consome / Que os filhos do planeta fome não percam a esperança em seu cantar"). A seguir, o samba faz referência à Mocidade, escola da qual a cantora é torcedora, e sua bateria, apelidada de Não Existe Mais Quente ("Ó, nega, sou eu que te falo em nome daquela / Da batida mais quente, o som da favela / É resistência em nosso chão"). "Sou eu que te falo em nome daquela" também é um verso da música "Malandro", de Jorge Aragão, consagrada na voz de Elza. "Se acaso você chegar com a mensagem do bem" faz referência ao primeiro álbum de Elza, "Se Acaso Você Chegasse", lançado em 1960. A cantora nasceu na favela da Moça Bonita, mais tarde renomeada para Vila Vintém, onde também surgiu a Mocidade. Elza desfilou diversas vezes pela escola e sua presença é sempre aguardada pela comunidade, assim como o enredo em sua homenagem era muito solicitado pelos torcedores da Mocidade ("O mundo vai despertar, Deusa da Vila Vintém / Eis a estrela... Meu povo esperou tanto pra revê-la"). O refrão principal do samba começa com uma saudação à Exu. Segundo Igor Vianna, um dos compositores do samba, "assim como Exu, Elza é a porta-voz dos oprimidos, dos moradores de rua e daqueles com menos oportunidades. Então, fazemos nesse verso uma reverência ao orixá mensageiro, para que ele possa abrir os caminhos da Mocidade e de Elza Soares na avenida". Elza exalta o orixá na música "Exú nas Escolas", lançada no álbum Deus É Mulher, de 2018. O refrão também faz referência à música "Salve a Mocidade" de Luís Reis, interpretada por Elza ("Laroyê ê Mojubá... Liberdade / Abre os caminhos pra Elza passar... Salve a Mocidade! / Essa nega tem poder, é luz que clareia / É samba que corre na veia").
- 7. "Onde Moram os Sonhos" (Unidos da Tijuca)

A faixa da Unidos da Tijuca é interpretada por Wantuir. A obra aborda a importância da arquitetura e do urbanismo para a existência humana e sua relação com a natureza. A letra do samba está em primeira pessoa, como se fosse narrado por um morador do Morro do Borel, a comunidade da escola. Nos primeiros versos do samba, o narrador explica o processo de arquitetura, que começa com um sonho, vai ganhando forma, até atingir a perfeição ("O sonho nasce em minha alma / Vai tomando o peito e ganhando jeito / Se eternizando, traduzido em forma / O mais imperfeito perfeição se torna"). No trecho seguinte, o samba cita vários tipos de construção. O narrador diz que vai construir um bangalô, mas lembra que o local já foi uma tapera e uma capela, em alusão à indígenas e colonizadores que habitaram o mesmo lugar anteriormente ("Lá no meu quintal, eu vou fazer um bangalô / Já foi tapera feita em palha e sapê / E uma capela que a candeia alumiou a lua cheia..."). O refrão central do samba faz referência à noite na favela e ao sonho da casa própria ("Vem, é lindo o anoitecer / Vai, eu morro de saudade / Todo mundo um dia sonha ter seu cantinho na cidade"). A segunda parte do samba começa com o narrador elogiando a vista de sua casa no Morro do Borel ("Como é linda a vista lá do meu Borel / Luzes na colina, meu arranha-céu"). "Arranha-céu" é uma metáfora associada aos grandes edifícios, mas que, no samba, é utilizada para se referir às favelas no alto dos morros. A seguir, o samba homenageia arquitetos e urbanistas, em especial Oscar Niemeyer e as curvas características de suas obras ("Linhas do arquiteto, a vida é construção / Curva-se o concreto, brilha a inspiração"). No trecho seguinte, o samba aborda o impacto negativo das ações humanas no meio ambiente, usando imagens poéticas para aludir à: enchentes ("Lágrima desce o morro"), desmatamento ("Serra que corta a mata / Mata a pureza no olhar"), poluição da água e dos rios ("O rio pede socorro"), e poluição do solo ("É terra que o homem maltrata"). Diante do cenário de destruição dos recursos naturais, o morador clama pelo Rio de Janeiro num simbólico abraço ao Cristo Redentor ("E o meu clamor abraça o Redentor"). O morador indica que o próprio povo é responsável por reconstruir sua cidade, cuidando da natureza ("Pra construir um amanhã melhor, o povo é o alicerce da esperança / O verde beija o mar, a brisa vai soprar o medo de amar a vida / Paz e alegria vão renascer / Tijuca, faz esse meu sonho acontecer"). O refrão principal do samba exalta a favela e aponta que todo cidadão tem direito à moradia e acesso aos serviços básicos ("A minha felicidade mora nesse lugar / Eu sou favela! / O samba no compasso é mutirão de amor / Dignidade não é luxo nem favor"). Segundo Dudu Nobre, um dos compositores do samba, o verso "dignidade não é luxo nem favor é um recado para algumas autoridades que às vezes pensam que só de pegarem e cumprirem com as obrigações delas, estão fazendo um favor. O povo paga os seus impostos, e independente de qualquer coisa, o governo tem de dar o mínimo de condição de vida para as pessoas. Dignidade é você ter saneamento, ter acesso ao serviço básico, dentro das comunidades ou onde quer que seja".
- 8. "O Santo e o Rei: Encantarias de Sebastião" (Paraíso do Tuiuti)

A oitava faixa é da Paraíso do Tuiuti. Nino do Milênio canta a primeira passada do samba e Celsinho Mody canta a segunda. A bateria da escola gravou a faixa com andamento de 144 bpm. O samba aborda a relação entre Dom Sebastião I de Portugal, São Sebastião, e o Rio de Janeiro. Os primeiros versos da obra apontam a relação dos três com o dia 20 de janeiro: data de nascimento de Dom Sebastião; data consagrada à São Sebastião pela Igreja Católica; e data do entrincheiramento de Uruçumirim, em que Estácio de Sá, fundador da cidade do Rio de Janeiro, foi flechado por indígenas, vindo a morrer um mês depois ("Todo 20 de janeiro / Nos altares e terreiros / Pelos campos de batalha / Uma vela pro divino / O imperador menino / Um Sebastião não falha"). A seguir, o samba faz referência à Batalha de Alcácer-Quibir, quando Rei Sebastião decidiu invadir o território marroquino no norte da África, reeditando as batalhas contra os chamados "infiéis" em nome de Cristo, como no período das Cruzadas ("Nas marés, o desejado / Infiéis para todo lado / Enfrentou a lua cheia"). Desde pequeno, Rei Sebastião era conhecido como "O Desejado" por ser um herdeiro esperado pelo povo para dar continuidade à Dinastia de Avis. O exército português perde a batalha e Rei Sebastião desaparece e surgem especulações sobre o seu real paradeiro. Como seu corpo nunca foi encontrado, muitos acreditavam que o monarca não havia morrido, surgindo várias teorias de que ele um dia voltaria, movimento chamado de Sebastianismo. O primeiro refrão do samba faz alusão à lenda de que Sebastião sumiu nas areais do deserto marroquino de Alcácer Quibir, onde seu espírito ainda vagueia ("No deserto, um grão de areia / Dom Sebastião vagueira / Sem futuro, nem passado"). A seguir, o samba faz referência à outras crenças envolvendo Dom Sebastião. Dizem que na Casa das Minas, no Maranhão, ele baixa na forma de um caboclo ("Renasce sob nós, um caboclo encantado"). Na Ilha dos Lençóis, também no Maranhão, existe a lenda de que Dom Sebastião se transforma em um touro negro encantado, com uma estrela na testa, e que ele seria desencantado se alguém cravasse uma espada na estrela sobre a testa do animal ("Na praia dos lençóis é o touro coroado"). A figura de Sebastião também exerce influência na festa do Bumba meu boi do Maranhão e nas religiões de matriz africana do estado como no tambor de mina ("Vestiu bumba-meu-boi / Até mudou o fado / No couro do tambor foi batizado"). No trecho, os compositores brincam que ao "renascer" no Brasil, Dom Sebastião muda o ritmo do fado português, sendo influenciado pela batucada brasileira. O segundo refrão do samba faz referência ao massacre ocorrido em 1838, em Pedra Bonita, no sertão de Pernambuco. Uma comunidade de seguidores do Sebastianismo acreditava que Dom Sebastião voltaria caso as pedras do lugar fossem banhadas com o sangue dos inocentes. Cerca de 87 pessoas foram mortas, parte delas em sacrifícios para o retorno de Dom Sebastião ("Poeira, ê! Poeira! / Pedra bonita pôs o santo no altar / Sangrou a terra, onde a paz chorou a guerra / Mas ele vai voltar!"). A última parte do samba faz referência à São Sebastião e a cidade do Rio de Janeiro. Assim como Estácio de Sá foi morto com uma flechada, São Sebastião também foi condenado a morrer por meio de flechas, o que se tornou símbolo constante em sua iconografia ("Rio, do peito flechado / Dos apaixonados / Rio-Batuqueiro"). No trecho, os compositores também usam o simbolismo da flecha envolvendo o Cupido, deus romano do amor. A seguir, o samba exalta o orixá Oxóssi, que nos terreiros do Rio de Janeiro é sincretizado com São Sebastião ("Oxóssi, orixá das coisas belas / Guardião dessa aquarela / Salve o Rio de Janeiro!"). No trecho seguinte, o samba pede que São Sebastião proteja a cidade do Rio, da qual ele é padroeiro ("Orfeus tocam liras na favela / A cidade das mazelas pede ao santo proteção / Grito o teu nome no cruzeiro / Ô Padroeiro! Toda minha devoção!"). Segundo Claudio Russo, um dos compositores do samba, "a resistência a tudo isso que vivemos, todas atrocidades cometidas contra a população está na arte, está em casa, na favela que respira música, dança, sentimentos de orfeus". O refrão principal do samba usa o recurso de repetir os dois primeiros e os dois últimos veros ("No Morro do Tuiuti / No alto do terreirão / No Morro do Tuiuti / No alto do terreirão / O cortejo vai subir / Pra saudar Sebastião / O cortejo vai subir / Pra saudar Sebastião"). O refrão lembra que São Sebastião também é o padroeiro da Paraíso do Tuiuti e que todo dia 20 de janeiro a comunidade da escola realiza um cortejo para o santo subindo do Terreirão até o alto do morro.
- 9. "Tata Londirá - O Canto do Caboclo no Quilombo de Caxias" (Grande Rio)

A faixa da Grande Rio é interpretada por Evandro Malandro. A obra homenageia Joãozinho da Gomeia. A faixa é a única do disco que abre com um alusivo. A introdução é feita com um trecho da música "Festa do Candomblé", de Martinho da Vila. A letra do samba começa saudando os caboclos, espíritos ancestrais de guerreiros indígenas brasileiros que guiaram João da Gomeia desde a infância, quando, ainda no interior da Bahia, ele se deparava com a visão mágica do Caboclo da Pedra Preta. Nos versos iniciais, Pedra Preta abre os trabalhos no terreiro e chama a falange de caboclos para iniciar a gira de candomblé ("É Pedra Preta! / Quem risca ponto nesta casa de caboclo / Chama Flecheiro, Lírio e Arranca-Toco / Seu Serra Negra na jurema, juremá"). Jurema, além de ser uma cabocla é uma erva usada no rito da Jurema sagrada, candomblé de caboclo, que Joãozinho levou de Salvador para o Rio de Janeiro. O trecho seguinte se reporta diretamente à Pedra Preta, guia espiritual de João. A abertura da gira de candomblé é feita para Exu. Os versos evocam a presença do dendezeiro, árvore sagrada na casa de Pai João, onde eram colocadas as oferendas para os caboclos ("Pedra Preta! O assentamento fica ao pé do dendezeiro / Na capa de Exu, caminho inteiro"). "Em cada encruzilhada um alguidar" traduz poeticamente os caminhos seguidos por João em sua vida. Segundo o carnavalesco Gabriel Haddad, "Da Gomeia foi um grande andarilho, e por esses caminhos, a vida dele foi composta por diversas encruzilhadas". A seguir, o samba faz referência às visões noturnas que João tinha na infância: um vulto que parecia a mistura de homem com pássaro ("Era homem, era bicho-flor / Bicho-homem, pena de pavão / A visão que parecia dor / Avisando Salvador, João!"). Além das visões, João sentia fortes dores de cabeça, o que ele interpretou como um chamado espiritual do Caboclo da Pedra Preta para que ele fosse à Salvador para ser iniciado no candomblé, daí o jogo de palavras com "salva a dor"/Salvador. "Pena de pavão" faz alusão à ave que representa o orixá Oxóssi. Em Salvador, João foi iniciado no candomblé pelo babalorixá Jubiabá, tendo sua cabeça (camutuê na língua quimbundo) raspada para Oxóssi ("No camutuê, Jubiabá"). Após ser iniciado, João abriu a sua casa de santo na Rua da Gomeia, na roça (como os lugares mais afastados da região central da cidade eram chamados) passando a ser conhecido como Joãozinho da Gomeia ("Lá na roça a gameleira / Da Gomeia dava o que falar / Na curimba feiticeira"). Com culto aos caboclos e consumo da jurema, seu terreiro "dava o que falar", recebendo artistas e intelectuais. O trecho também cita a gameleira, árvore que servia de altar em seu terreiro. O refrão central do samba é uma exaltação à Oxóssi, orixá "de cabeça" de Joãozinho ("Okê! Okê! Oxóssi é caçador! / Okê! Arô! Odé!"). Também faz referência a uma das maiores polêmicas da carreira do pai de santo: a mistura entre os candomblés iorubá e de Angola. "Na paz de Zambi, ele é Mutalambô" alude à Zambiapongo, o deus maior das divindades do candomblé de Angola, e à Mutalambô, a divindade das matas, da caça e da fartura para o povo de Angola, uma divindade equivalente a Oxóssi. Em "o Alaketo, guardião do agueré", Alaketo é um título de Oxóssi: o Rei de Keto, um dos reinos iorubás; enquanto agueré é o ritmo consagrado à Oxóssi nos candomblés. A seguir, o samba faz referência à saída de Joãozinho de Salvador e sua transferência para Duque de Caxias, onde estabelece um novo Terreiro da Gomeia ("É isso, dendê e catiço / O rito mestiço que sai da Bahia / E leva meu pai mandingueiro baixar no terreiro quilombo Caxias"). Joãozinho teve forte ligação com o carnaval, tendo desfilado como destaque de luxo em escolas de samba, e participado de concursos de fantasia e de bailes gays, onde o pai de santo se vestia de vedete ("Malandro, vedete, herói, faraó... Um saravá pra folia"). Joãozinho também era bailarino, tendo criado um grupo de balé afro ("Bailam os seus pés e pelo ar o benjoim"). Bejoim é uma erva africana utilizada tanto em seus espetáculos de balé, quanto nos rituais de seu terreiro. Entre as histórias contadas sobre Joãozinho da Gomeia, está a de que ele foi apelidado de "Rei do Candomblé" pela Rainha Elizabeth II, durante uma misteriosa passagem pelo Brasil quando ela ainda era princesa. Também contam que os ex-presidentes do Brasil, Getúlio Vargas e Juscelino Kubitschek, visitaram Joãozinho para lhe pedir conselhos ("Giram presidentes, penitentes, yabás / Curva-se a rainha e os ogãs batuqueiros pedem paz"). No trecho, os ogãs representam os praticantes das religiões afro-brasileiras, que pedem paz diante dos casos de intolerância religiosa. O refrão principal do samba exalta o candomblé e faz uma saudação à Iansã, orixá que adquire posição de centralidade na "cabeça" de João, ao final da vida dele. Também volta a abordar o tema da discriminação religiosa ("Salve o candomblé, Eparrei Oyá / Grande Rio é Tata Londirá / Pelo amor de Deus, pelo amor que há na fé / Eu respeito seu amém, você respeita o meu axé"). Tatá Londirá é o nome de Joãozinho no Candomblé de Angola, sendo que Tatá significa pai. O samba da Grande Rio foi citado no editorial do jornal O Globo do dia 26 de dezembro de 2019. Intitulado "Sinais de agravamento da intolerância", o editorial apontou que "enredos sobre religiões de matriz africana são comuns, mas não se tem notícia de registrarem de forma tão clara os conflitos com evangélicos como desta vez".
- 10. "Nas Encruzilhadas da Vida, Entre Becos, Ruas e Vielas, a Sorte Está Lançada: Salve-se Quem Puder!" (União da Ilha)

A faixa da União da Ilha é interpretada por Ito Melodia. A obra aborda as mazelas da sociedade com uma mensagem de esperança para as classes mais desfavorecidas. A letra do samba está na primeira pessoa do singular, como se fosse narrada por uma jovem mãe negra, residente da favela. Essa mulher personifica a própria União da Ilha. Os versos iniciais denotam que a mulher conversa com Deus, preocupada com o futuro de seus filhos. Ela aponta que os moradores da favela são "invisíveis" para o poder público e que, por isso, precisa que Deus interceda por eles ("Senhor, eu sou a Ilha! / E no meu ventre essa verdade que impera / Que é invisível entre becos e vielas / De quem desperta, pra viver a mesma ilusão"). Ela argumenta que apesar das dificuldades, o povo pobre continua tendo esperança e lutando por condições melhores de vida ("E vai trabalhar / Antes do sol levantar de novo / A voz do rancor não cala meu povo, não"). No trecho seguinte, a mulher é mais direta ao interceder por seus filhos ("Sou mãe! Dignidade é meu destino / Rogo em prece meus meninos / Ao longe, alguém ouviu / Meus filhos são filhos dessa mãe gentil"). O refrão central do samba sugere que todos os moradores da favela são vítimas da violência ("Inocentes, culpados, são todos irmãos / Esse nó na garganta, vou desabafar / O chumbo trocado, o lenço na mão / Nessa terra de deus-dará"). Segundo Márcio André, um dos compositores da obra, os versos indicam que "as pessoas tidas como culpadas vão para o caminho do mal por conta do abandono, pela falta de apoio do poder público. Nessa luta, todo inocente ou culpado sofre e estão a mercê da violência". A segunda parte do samba começa fazendo referências à quem tenta ganhar vantagem em cima das classes mais desfavorecidas como, por exemplo, políticos que surgem nas comunidades, antes das eleições, prometendo obras e empregos em troca de votos ("Eu sei / O seu discurso oportunista é a ganância, hipocrisia / O seu abraço é minha dor, seu doutor"). A seguir, o samba indica que a maldade do homem é a causa de toda miséria e da falta de vida digna dos mais pobres. Ainda assim, os mais necessitados seguem acreditando na Justiça ("Eu sei que todo mal que vem do homem / Traz a miséria e causa fome / Será Justiça de quem esperou"). O trecho seguinte faz referência ao dia do desfile, quando a comunidade da escola desce o morro e "esquece a tristeza" para desfilar a mensagem do enredo, pedindo dias melhores ("O morro vem pro asfalto e dessa vez / Esquece a tristeza agora / É hoje, o dia da comunidade / Um novo amanhã, num canto de liberdade"). O trecho também faz referência ao desfile de 1982 da União da Ilha, com o enredo "É Hoje". O refrão principal do samba indica que, apesar de todos os revezes, o pobre não abre mão do seu direito de ser feliz. E a alegria do povo está na inocência de uma criança; na pureza dos sentimentos de uma mulher; e na prece daqueles que têm fé ("A nossa riqueza é ser feliz / Por todos os cantos do país / Na paz da criança, o amor da mulher / De gente humilde que pede com fé").
- 11. "Se Essa Rua Fosse Minha" (Beija-Flor)

Interpretada por Neguinho da Beija-Flor, a obra aborda histórias e simbolismos relacionados às ruas. A letra do samba começa com o narrador reafirmando sua fé, saudando e "pedindo passagem" às entidades da rua, como exús e pombas-giras, cujas oferendas são feitas na encruzilhada ("Preceito! / Minha fé pra seguir nessa estrada / Odara ê! Reina firme na encruzilhada / Abram os caminhos do meu Beija-Flor"). No verso seguinte, o samba faz referência às rotas comerciais, como a Rota da Seda, que foi essencial para o desenvolvimento de grandes civilizações ("Por rotas já trilhadas no passado"). Também faz alusão ao caminho marítimo para a Índia e a descoberta do Brasil ("O tempo de tormenta que esse mar levou revela este novo Eldorado") e aos bandeirantes ("Nas trilhas da vida, desbravador / Destino traçado, vencedor"). O trecho seguinte faz referência ao calçamento das ruas do Rio de Janeiro no início do século XIX, com pedras chamadas de pé-de-moleque. Na época, escravos andavam descalços pelas ruas vendendo mercadorias ("Nos becos da solidão / Moleque de pé no chão"). A seguir, o samba remete às peregrinações e procissões religiosas, que fazem parte do setor do enredo que trata dos "caminhos da fé" ("E nessas andanças, eu sigo teus passos / São tantas promessas de um peregrino / É crer no milagre, sagrados valores / Em tantos altares, em tantos andores / A vela que acende, a dor que se apaga / A mão que afaga se torna corrente"). O refrão central do samba ainda trata da fé, colocando os nilopolitanos, como são chamados os componentes da escola, como romeiros ("Nilopolitano em romaria / A fé me guia! A fé me guia!"). O samba também remete à Praia de Copacabana, ilustrada no setor do enredo que trata de lugares famosos em todo o mundo ("Feito um poema à beira-mar / Canto pra te ver passar"). A parte final do samba faz referência à própria Beija-Flor ("Me vejo em seu caminho nessa imensidão azul do teu amor / E às vezes perdido, eu me encontro em tuas asas, Beija-Flor"). Também remete à Rua Marquês de Sapucaí, onde os desfiles são realizados desde 1978, sendo que a Beija-Flor é a maior campeã desde então, o que levou os compositores a colocar que a rua é o "ninho" da escola ("Por mais que existam barreiras, eu vim pra vencer no teu ninho / É bom lembrar, eu não estou sozinho"). O refrão principal do samba começa com uma saudação à Exu ("Ê Laroyê Ina Mojubá / Adakê Exu ôôô"); lembra que a rua é um espaço público, do povo ("Segura o povo que o povo é o dono da rua"); e volta a fazer referência às vitórias da Beija-Flor na Marquês de Sapucaí ("Ô corre a gira que a rua é do Beija-Flor").
- 12. "O Conto do Vigário" (São Clemente)

A faixa da São Clemente é a de maior duração do álbum e a única com mais de seis minutos. A bateria da escola gravou a faixa com andamento de 142 bpm. O samba é interpretado por Leozinho Nunes, Bruno Ribas e Grazzi Brasil, com cada um tendo seu momento de destaque em determinado momento da gravação. A letra do samba começa narrando uma das versões que explicam o sentido da expressão "o conto do vigário". Em meados do século XVIII, teria ocorrido uma disputa entre os vigários das paróquias do Pilar e da Conceição, em Ouro Preto, para saber qual igreja ficaria com uma imagem de Nossa Senhora. O vigário da Igreja do Pilar propôs que amarrassem a santa a um burro que estava na rua. Pelo plano, o animal seria solto entre as duas igrejas. A paróquia para a qual o burro se encaminhasse ficaria com a imagem da santa ("O sino toca na capela e anuncia / Nossa Senhora começou a confusão / Quem vai ficar com a imagem de Maria / O burro vai tomar a decisão"). O animal foi para a Igreja do Pilar que, dessa forma, ganhou a disputa pela santa. Mais tarde, foi descoberto que o burro era de propriedade do vigário da Igreja do Pilar, que arquitetou o plano de forma pensada para vencer a disputa ("Mas o jogo estava armado / Era o conto do vigário"). A seguir, o samba faz uma brincadeira com a carta escrita por Pero Vaz de Caminha descrevendo o Brasil ("Nessa terra fértil de enredo / Se aprende desde cedo / Todo papo que se planta dá"). Segundo o carnavalesco da São Clemente, Jorge Silveira, a história do Brasil é permeada por "fatos e acontecimentos marcantes pontuados através de golpes, enganações e truques". No trecho seguinte, a obra lembra do episódio em que Dom João VI enganou Napoleão Bonaparte, fugindo de Portugal. Mais tarde, ficou famosa a frase de Napoleão em que reconhece que Dom João foi o único monarca que conseguiu lhe enganar. Na visão dos compositores do samba, a chegada de Dom João ao Brasil, fugindo de Napoleão, criou no país a cultura do trambique ("Dom João deu uma volta em Napoleão / Fez da colônia dos malandros capital / Trambique, patrimônio nacional"). O refrão central do samba começa fazendo referência aos esquemas de corrupção envolvendo laranjas, indivíduos que emprestam seu nome, documentos ou conta bancária para ocultar a identidade de quem o contrata ("Tem laranja! / Na minha mão, uma é três e três é dez!"). Na época em que foi composto o samba, estava em evidência o esquema de corrupção conhecido como "Laranjal do PSL", sobre candidaturas de fachada no partido em que o então presidente brasileiro Jair Bolsonaro estava filiado, o que originou uma crise política no segundo mês do Governo Bolsonaro. O refrão também faz referência ao golpe do bilhete premiado ("É o bilhete premiado vendido na rua / Malandro passando terreno na lua"). A segunda parte do samba começa fazendo alusão aos religiosos que usam a fé para enganar e tirar dinheiro dos mais pobres ("Hoje, o vigário de gravata abençoa a mamata / Lobo em pele de cordeiro"). O trecho seguinte faz alusão ao charlatanismo, à falsificação de produtos e a comercialização sem nota fiscal ("Trago em três dias seu amor / La garantia soy yo / Só trabalho com dinheiro"). O samba cita o VAR, sistema que analisa as decisões tomadas pelo árbitro principal de uma partida de futebol com a utilização de imagens de vídeo. O trecho também alude aos grampos telefônicos que servem para investigar políticos e ao "vazamento" de conversas grampeadas ("Chamou o VAR, tá grampeado / Vazou, deu sururu"). A seguir, o samba faz referência à prisão de políticos ("Tem marajá puxando férias em Bangu"). Bangu remete ao Complexo Penitenciário de Gericinó e "puxando férias" ironiza as regalias obtidas pelos políticos na prisão, como se estivessem de férias. O trecho seguinte faz referência à quem tenta se passar por outra pessoa nas redes sociais e nos aplicativos de namoro e ao uso de filtros e programas de edição de fotos que camuflam o real aspecto da pessoa e vende uma imagem que não é verdadeira ("Balança na rede / Abre a janela, aperta o coração / O filtro é fantasia da beleza na virtual roleta da desilusão"). O segundo refrão do samba aborda o compartilhamento de informações falsas ("Brasil, compartilhou, viralizou, nem viu / E o país inteiro assim sambou / Caiu na fake news!"). A melodia do trecho remete à música "Aquarela do Brasil", de Ary Barroso. O refrão principal demonstra a esperança num futuro melhor, longe dos problemas citados ao longo da letra ("Meu povo chegou, ô, ô! / A maré vai virar, laiá! / Na ginga, pra frente, lá vem São Clemente / Sem medo de acreditar"). Encerrando a faixa, os intérpretes brincam adaptando o lema da escola de "olha a crítica" para "olha a cítrica" em referência aos escândalos políticos envolvendo laranjas.
- 13. "Pedra" (Estácio de Sá)

A última faixa é da Estácio de Sá. Interpretada por Serginho do Porto, a obra tem como tema as pedras. Os primeiros versos do samba pedem que a comunidade da escola, do Morro de São Carlos, recorra à antiguidade para contar a importância das pedras ("Vai São Carlos / À força dos ancestrais / Pedra fundamental do samba / Batalhas e rituais"). A seguir, a letra do samba faz referência aos desenhos rupestres e outras descobertas arqueológicas que ajudam a desvendar a história da Humanidade ("Paredes que contam histórias / Na sede pela vitória / Sagrada, talhada, encravada no chão / Conduz meu pavilhão"). O refrão central do samba faz alusão à exploração de ouro, diamantes e outros minérios e pedras preciosas no Brasil, remetendo à riqueza dos senhores de escravo e aos escravos que escondiam ouro no cabelo para comprar alforria ("Ê roda pra lá, ê roda pra cá / Brilha na estrada seguindo o caminho do mar / Diamantes e amores, sedução e fantasia / A riqueza dos senhores / Dos escravos, alforria"). A segunda parte do samba começa fazendo referência ao poema "A Montanha Pulverizada", de Carlos Drummond de Andrade, que avistava da janela de seu quarto, em Itabira, o Pico do Cauê ("No verso duro a inspiração / Da serra do meu pai e meu avô"). No trecho seguinte, outro autor brasileiro é lembrado, Guimarães Rosa e a influencia do Morro da Garça em suas obras ("O trem que leva a produção / Das minas a tinta do grande escritor"). A seguir o samba apresenta um "falso refrão" (trecho com melodia semelhante e letra diferente) em alusão à exploração ambiental na Serra dos Carajás, no Pará ("Vem peneirar, peneirar / O garimpo traz o ouro e a cobiça dos mortais / Peneirar, peneirar / Devastando a natureza no Pará dos Carajás"). "Da lua, de Jorge, eu vejo o planeta azul chorar" faz referência à pedra mais antiga da História, que foi encontrada na Lua. O verso também aborda a correlação popular, tipicamente brasileira, feita entre São Jorge e a Lua; além de fazer um alerta contra a destruição da natureza. A seguir, o samba usa uma expressão popular e faz uma analogia entre o Rubi, pedra preciosa de cor vermelha, e a Estácio de Sá, que também tem o vermelho entre suas cores ("Atire a pedra quem não tem espelho / Quero meu rubi vermelho pra minha Estácio de Sá"). O refrão principal do samba evoca Xangô, o orixá da justiça e que, segundo a tradição popular, mora nas pedreiras ("O poder que emana do alto da pedreira / Tem alma justiceira e garra de leão / Senhor, não deixa um filho seu sozinho / Tirando pedras do meu caminho").

## Crítica profissional
| Críticas profissionais | Críticas profissionais |
| Avaliações da crítica  | Avaliações da crítica  |
| Fonte                  | Avaliação              |
| ---------------------- | ---------------------- |
| O Globo                | Favorável              |
| G1                     | [ 126 ]                |
| Cult Magazine          | Ótimo                  |
| Revista Movimento      | Favorável              |
| Sambario               | Favorável              |

Leonardo Bruno, do Jornal O Globo, elogiou o álbum. Segundo o jornalista, "os hinos do Grupo Especial comprovam que o gênero samba-enredo está em sua melhor fase desde os anos 80, com letras elaboradas e melodias originais". Leonardo destacou os sambas de Mangueira ("poesia que mescla sofisticação e linguagem popular") e da Mocidade ("traz a melodia que mais mexe com nossos sentidos, causando frisson com a emocionante homenagem a Elza Soares"). Também foram elogiados os sambas da Unidos da Tijuca ("Jorge Aragão e Dudu Nobre deram um nó no árido enredo sobre arquitetura e contaram a história sob o ponto de vista de um morador do Borel") e Grande Rio ("é outra que salta aos ouvidos, mas dessa vez o enredo ajuda"). Na Paraíso do Tuiuti, Moacyr Luz "dá o toque de qualidade à obra que une São Sebastião e Dom Sebastião, fazendo referência a um de seus clássicos, 'Saudades da Guanabara'". A Portela "traz enredo indígena, cantando que 'nossa aldeia é sem partido ou facção / não tem bispo nem se curva a capitão'". Foram classificados como medianos os sambas da Beija-Flor ("tem em Neguinho da Beija-Flor seu grande trunfo, com ótima gravação"); da Viradouro ("o destaque é o refrão que remete a Cartola"); e da São Clemente ("conta o enredo O Conto do Vigário, com refrão que reflete o momento político"). Foram apontados como as "decepções do ano" os sambas da Vila Isabel ("escolheu a tarefa inglória de exaltar os 60 anos de Brasília"); do Salgueiro ("não conseguiu acertar a mão na homenagem a Benjamin de Oliveira"); da Estácio ("à comunidade só resta mesmo tirar leite de pedra para fazer esse samba emplacar na Avenida"); e da União da Ilha ("vai ter que contar através das alegorias e fantasias seu enredo, já que, pela letra do samba, não dá pra ter vaga ideia do que se trata").
Mauro Ferreira, do G1, apontou que "entre sambas bons, sambas razoáveis e sambas ruins, a safra reunida no disco resulta na média dos últimos três anos". O jornalista destacou os sambas de Mangueira ("valorizado pela letra poética sobre um Jesus humanizado"); da Paraíso do Tuiuti ("Fluente e com pegada afro"); da Viradouro ("O refrão do samba já se insinua incendiário na gravação"); e da Mocidade ("se o critério for empolgação e refrão, o samba da Mocidade já tem pinta de favorito da torcida"). Também foi elogiado o samba da Grande Rio ("obra expressiva e até surpreendente para agremiação de sambas historicamente fracos"). Os sambas da Beija-Flor, do Salgueiro, da São Clemente; e da Unidos da Tijuca foram classificados como razoáveis. Ainda segundo Ferreira, a Vila Isabel "decepciona com o samba e com o desenvolvimento do enredo" e a Portela apresenta uma obra "aquém do histórico" da agremiação. O sambas da União da Ilha e da Estácio de Sá foram apontados como "esquecíveis".
Bruno Guedes, da Cult Magazine, elogiou o álbum, destacando os sambas da Grande Rio ("letra muito bonita, com bastante poesia e melodia fortíssima"); da Mocidade ("refrões fortíssimos em letra e melodia"); da Mangueira ("reflexões fortes e comunicação imediata"); da Beija-Flor ("Quase todo em tom menor, com exceção da segunda estrofe, traz versos reflexivos e, como é marca deste ano, críticos"); e da Portela ("tom crítico e direto, que torna a comunicação ainda mais rápida e reflexiva"). Ainda segundo o jornalista, a Viradouro "apostou num samba de pré refrão principal altamente popular e comunicativo"; a obra da Vila Isabel "parece ter refletido o pragmatismo de um enredo CEP (que homenageia lugares). Porém é funcional, como se costuma dizer no meio quando serve ao que se propõe: embalar a escola"; o samba do Salgueiro tem "refrões fortes e melodia totalmente encaixada para funcionar em um desfile tipicamente salgueirense"; a obra da Unidos da Tijuca tem "mensagens em tom crítico, principalmente no refrão principal"; a Tuiuti "tem um dos melhores hinos do carnaval. Apesar de grande, a letra é muito bem desenvolvida e resolvida, com melodia forte e que cresce em diversas partes"; a União da Ilha "preferiu apostar em mais uma obra funcional. Os versos tentam descrever o enredo de forma linear e com palavras de fácil assimilação, canto e métrica"; o samba da São Clemente é "um primor de ironia, ousadia e atualidade"; e a obra da Estácio de Sá, "apesar de funcional, acaba não conseguindo se destacar tanto quanto os demais e em um ótimo álbum".
Isaque Castella, da Revista Movimento, apontou um crescimento técnico do produto com o retorno das gravações em estúdio ("A possibilidade de ouvir perfeitamente as letras é um ponto de destaque"). Também foi apontado o aspecto político dos enredos ("Talvez a crise financeira vivenciada também no mundo do samba, e, em grande medida, diretamente ligada à tensa relação entre o carnaval e o poder político local, assim como o momento político conturbado no Brasil, de polarização e intolerância, tenham deixado uma marca compartilhada por praticamente todos os enredos e sambas: o fortíssimo apelo à crítica social"). O jornalista destacou as obras de Grande Rio ("detentora do grande samba do ano"); Mangueira; Mocidade, Portela, e Beija-Flor. Receberam nota 10 os sambas da Grande Rio ("uma obra densa e convincente, assim como o enredo"); da Mangueira ("Destaque para a letra poética e caprichada"); da Portela ("A letra, em geral, trabalha bem com os elementos da cultura indígena, sem excessos que complicariam o canto"); da Mocidade ("sua bateria Não Existe Mais Quente teve mais um desempenho fabuloso na gravação da faixa do CD. A interpretação de Wander Pires é outro show. O samba traz dois refrães contagiantes"); e da Beija-Flor ("O samba-enredo tem a cara da agremiação nilopolitana com aquela melodia mais arrastada"). Receberam nota 9,9 os sambas da Viradouro ("A excelente interpretação de Zé Paulo Sierra contribui para a elevação da qualidade musical da obra, que, contudo, deixa a desejar na riqueza da letra e da melodia em outros momentos, em que o samba cai em lugares comuns"); da Tijuca ("o samba é melodioso e possui uma letra bem construída, com passagens bastante ricas"); da Tuiuti ("a obra musical não empolga para além dos refrães, sendo acometido pelo contraste entre momentos de alta e outros de ríspida queda"); e da São Clemente ("Trata-se de um samba leve e divertido e que, ao mesmo tempo, é potente na crítica social"). Receberam nota 9,8 os sambas de Vila Isabel ("O refrão principal não apresenta muita força e pouco parece se referir ao enredo da escola"); e do Salgueiro ("As rimas pobres estão espalhadas pelo samba. As apostas melódicas lembram várias obras musicais que já passaram, em anos anteriores, pela Sapucaí"). A obra da Estácio de Sá recebeu nota 9,6: "não é dos mais inspirados, apresentando uma letra pobre, que não desenvolve bem um enredo confuso, vez que tenta abordar diversas dimensões sem uma conexão clara entre elas". O samba da União da Ilha teve a pior avaliação, recebendo nota 9,5: "A boa interpretação de Ito Melodia fez a diferença mais uma vez, valorizando um samba mediano. A melodia não extrapola uma sonoridade já batida, inclusive relembrando outros sambas da própria Ilha".
Carlos Fonseca, do site especializado Sambario, elogiou a gravação ("Temos um resultado bem qualificado, que pecou somente no exagero de ecos nos corais") e a safra de sambas ("uma das melhores dos últimos anos"). Receberam nota 10 os sambas da Grande Rio ("a tricolor caxiense tem um samba-enredo que nos remete as suas grandes obras dos anos 90. E nem mesmo o andamento um pouquinho acelerado o comprometeu"; "Não é exagero dizer que é o samba do ano apesar da qualificada safra que o Grupo Especial apresenta"); da Portela ("A letra tem refrães muito fortes e passagens muito felizes"); da Mocidade ("uma obra contagiante, que alia uma melodia toda pra cima com uma letra muito bem construída"); e da Unidos da Tijuca ("A interpretação de Wantuir no disco dá um requinte a mais ao samba"). Ganharam nota 9,9 os sambas de Mangueira ("Um erro crasso da produção do disco na faixa da verde e rosa foi deixar o coral abafar quase que totalmente a voz do Marquinho Art'Samba, a ponto de mal conseguir ouvi-lo"); da Tuiuti ("A sua marca é a melodia estilo pagodeada que encaixou bem com a letra"); e da Beija-Flor ("o samba é daqueles que segue o padrão Beija-Flor: melodia pesada e vibrante aliada a uma letra bem construída"). Receberam nota 9,8, os sambas da Viradouro ("O samba é bom, ficou agradável de se ouvir, todavia contém falhas, principalmente no irregular refrão principal, que é um amontado de rimas óbvias"); da Vila Isabel ("uma obra que pode não ser tão brilhante mas conseguiu destrinchar bem a complicadíssima sinopse"); do Salgueiro ("A homenagem à Benjamim de Oliveira é a agradabilíssima surpresa da safra. O único senão é o refrão principal, que cai no estilo oba-oba, contendo versos previsíveis"); e da São Clemente ("o samba é bom e tem a cara e característica da veia crítica da São Clemente"). O samba da Estácio ganhou nota 9,7: "A obra possui uma melodia toda pesada e uma letra que não é lá das mais inspiradas". A obra mais mal avaliada foi a da União da Ilha, que recebeu nota 9,4: "A melodia é arrastada, apela pro lirismo pra tentar cativar o ouvinte, e a letra é um amontado de clichês, informações desconexas e versos soltos".

## Os sambas no carnaval

### Premiações
O samba da Grande Rio foi o mais premiado do ano. Abaixo, os prêmios recebidos por cada samba:
| - "Tata Londirá [...]" (Grande Rio) 1. Estandarte de Ouro 2. Estrela do Carnaval 3. Prêmio 100% Carnaval 4. Prêmio SRzd 5. S@mba-Net 6. Troféu Sambario 7. Troféu Tupi Carnaval Total | - "Elza Deusa Soares" (Mocidade) 1. Gato de Prata 2. Plumas e Paetês - "A Verdade Vos Fará Livre" (Mangueira) 1. Tamborim de Ouro |

## Créditos
| Ao processo de elaboração do álbum se atribui os seguintes créditos: - Produtor fonográfico: Editora Musical Escola de Samba LTDA. (Edimusa) - Direção artística: Zacarias Siqueira de Oliveira - Produção: Laíla e Mário Jorge Bruno - Assessoria de produção: Gleide Mota - Técnicos: Douglas Silvino (Garrafinha) e Mário Jorge Bruno - Assistentes de gravação no estúdio: Renato Abreu; Victor Eduardo; Raphael Castro - Mixado por: Mário Jorge Bruno - Assistentes de mixagem: Raphael Castro e Thomaz Kopanakis - Edição digital: Daniel Alcoforado - Efeitos no estúdio: José Sartori (Magro) - Masterizado por: Ricardo Essucy - Coordenação de estúdio: Eusa Alves - Projeto gráfico: Jefferson Coutinho (Lêka) - Revisão: Luiz Augusto (Revendo Texto) - Arte da capa: Fabio Oliveira - Foto da capa: Léo Queiróz - Foto da contracapa: Fábio Costa | - Arregimentação do projeto e assistente de produção: Flávia Barbosa - Arranjo / regência: Alceu Maia (faixas 5, 6, 7, 8 e 9); Jorge Cardoso (faixas 2, 4, 12 e 13); Rafael Prates (faixas 3, 10 e 11); Alemão do Cavaco (faixa 1) - Diretores de bateria: Wesley (Mangueira); Ciça (Viradouro); Macaco Branco (Vila Isabel); Nilo Sérgio (Portela); Guilherme e Gustavo (Salgueiro); Dudu (Mocidade); Casagrande (Tijuca); Ricardinho (Paraíso do Tuiuti); Fafá (Grande Rio); Keko Araújo e Marcelo Santos (União da Ilha); Rodney e Plínio (Beija-Flor); Jeferson Caliquinho (São Clemente); Chuvisco (Estácio de Sá) Base - Cavaquinho: Alceu Maia; Alemão do Cavaco; Rafael Prates; Hugo Bruno; Dudu; Betinho - Violão de sete cordas: Carlinhos Sete Cordas, Rodrigo; Rafael Prates; - Complementos de harmonia: Rafael Prates (violão de sete cordas; violão de seis cordas; violão de dez cordas; cavaquinho; banjo; bandolim); Alceu Maia (viola); Kayo César (violão de doze cordas, cavaquinho); Daniel Aranha (cavaquinho); Dudu Nobre (cavaquinho); Neno Martins (cavaquinho); Alemão do Cavaco (cavaquinho) - Complementos de percussão: Binho Percussão; Esguleba; Beloba; Chiclete; Bigode |